# Korallen der Schwäbischen Alb

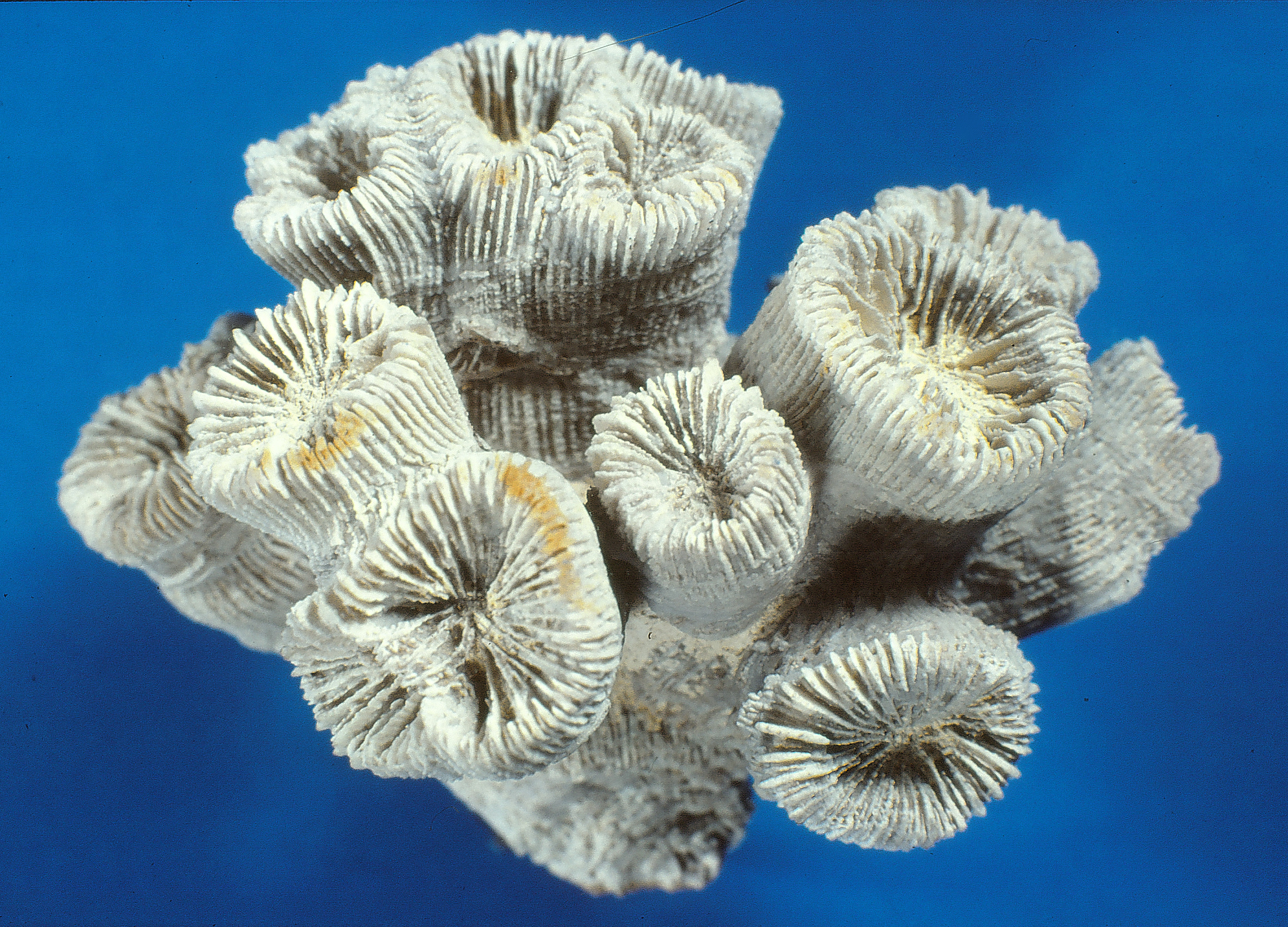
Jurakoralle, Thecosmilia trichotoma, Samml. Gottwald

Die Kalkablagerungen der Korallen der Schwäbischen Alb und anderer Meeresbewohner bilden heute ein knapp 200 km langes, 35 bis 40 km breites und bis zu 1000 m hohes Mittelgebirge in Süddeutschland.

## Jurakorallen

### Geologie

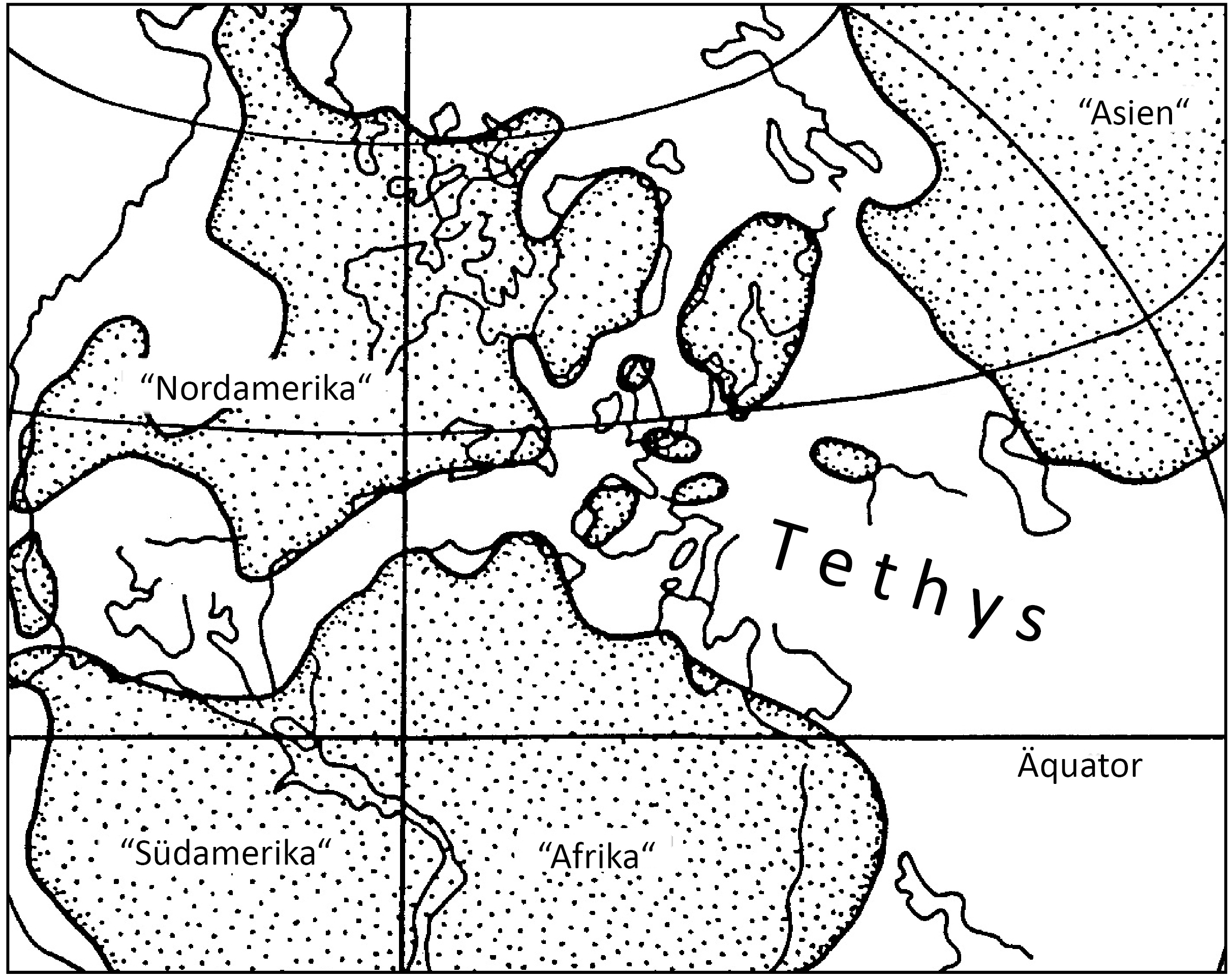
Festland und Meer im Jura vor 150 Mill. Jahren (nach McKerrow 1981)

Die Schwäbische Alb wird dem Jura zugeordnet. Er ist eine geologische Formation, deren Bildung vor etwa 201,3 Millionen Jahren begann und vor 145 Millionen Jahren endete. Seine Kalkablagerungen beendeten die Triaszeit, die Kreidezeit folgte. In Deutschland umfasst der Süddeutsche Jura das Rheintal, die Wutachregion, die Schwäbische Alb und die Fränkische Alb. Der Weiße Jura vor etwa 161 bis 150 Millionen Jahre ist für Fossiliensammler wichtig, da seine Korallenformation die vielgestaltigen Steinkorallen enthält.
Im insgesamt warmen Klima der Jurazeit lebten Korallen mit vielen anderen Meeresbewohnern im Salzwasser eines flachen Meeres. Mit dem Kalkschlamm setzten sich die Kalkskelette ab, die sich zu einer Kalkschicht verfestigten. Diese wurde mit den später darüber lagernden Schichten bei der Kontinentaldrift (Kontinentalverschiebung) nach Norden geschoben und als Kalktafel schräg angehoben. Die darüber abgelagerten Sedimente wurden wieder abgetragen und die freigelegten Schichten bilden heute die Schwäbische Alb.

### Aus der Forschungsgeschichte

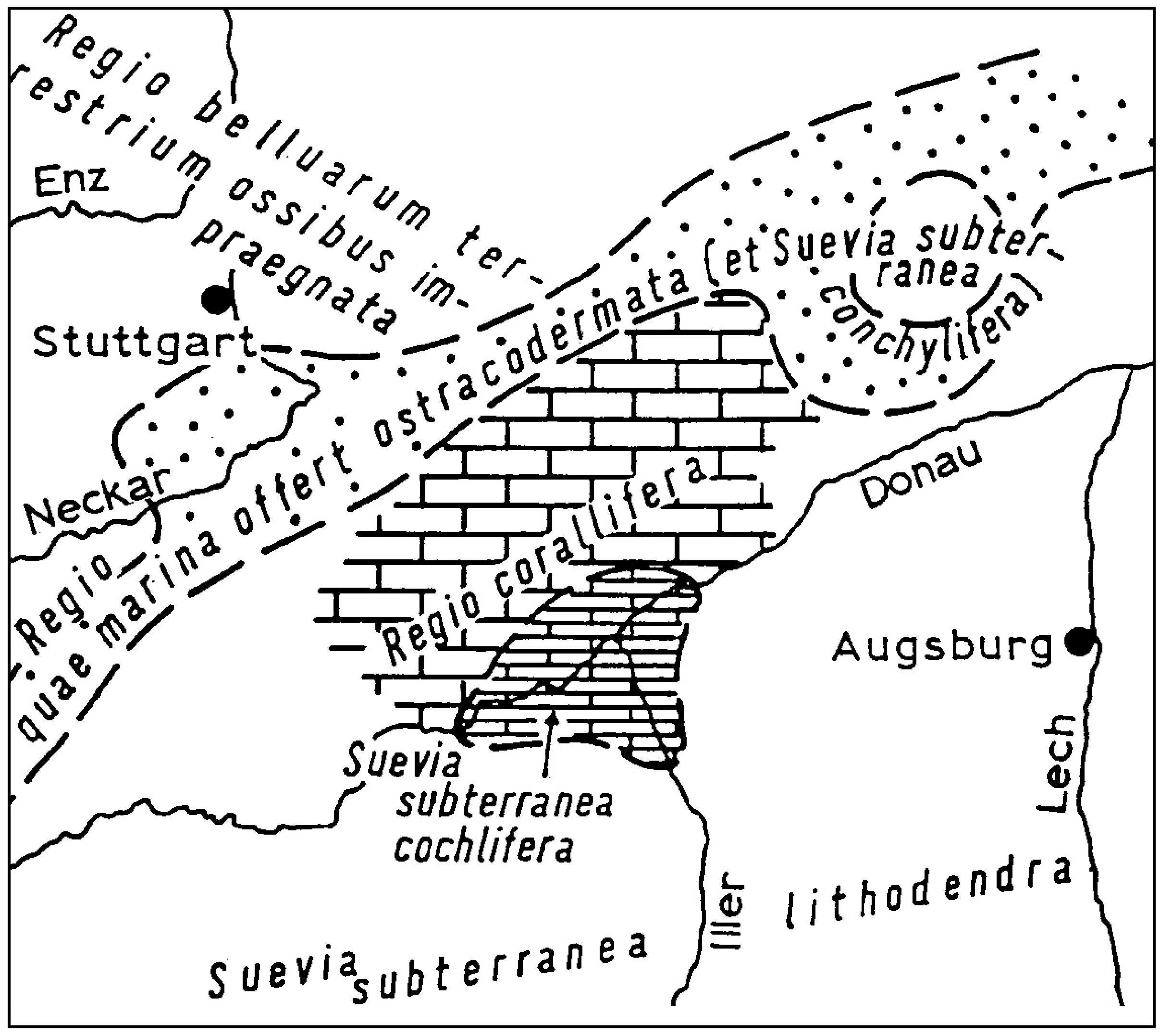
Historische, geologische Karte der Ostalb vor 250 J (nach Geyer & Gwinner 1986).

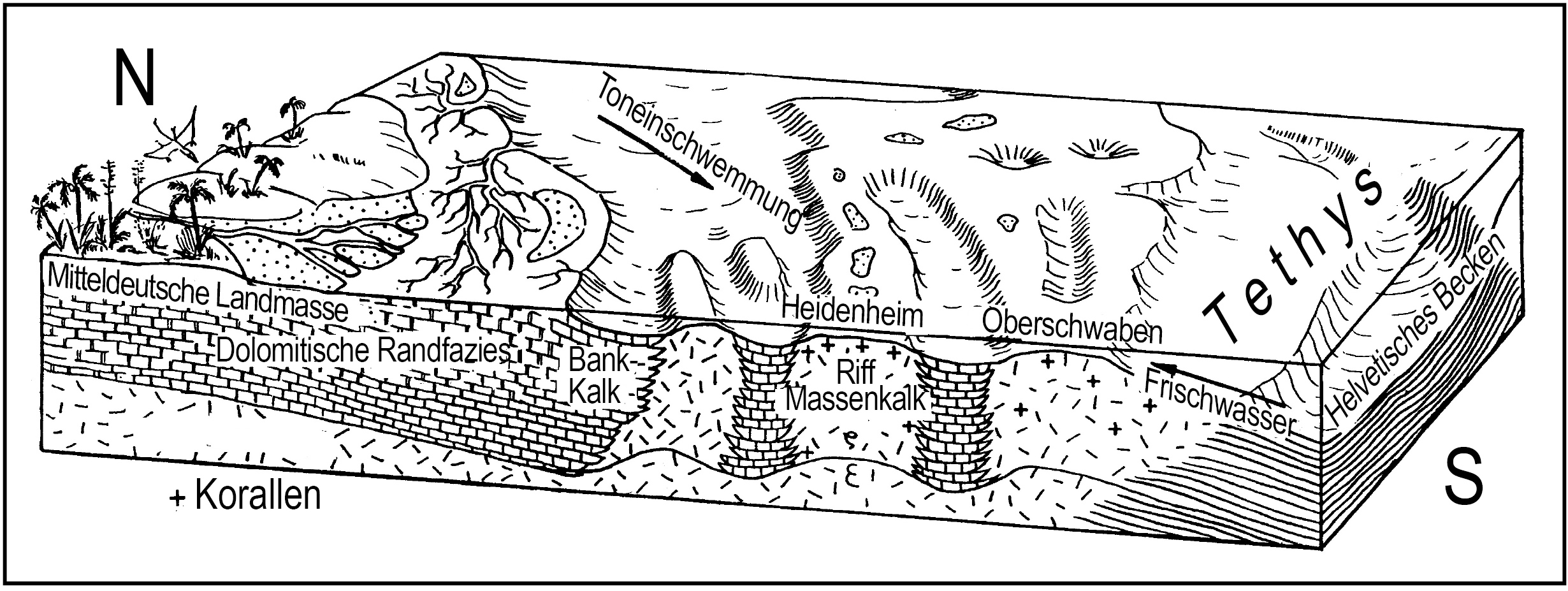
Blockbild der Ostalb vor 150 Mill. Jahren (nach Scholz/Meyer)

Die ersten Zeugnisse über die Korallen der Schwäbischen Alb stammen von Balthasar Ehrhart 1748, wo er in der ersten paläografisch-faziellen Karte Südwestdeutschland die Gegend nordwestlich von Ulm bis zum Nördlinger Ries als Regio corallifera, korallenführende Region, bezeichnet. August Goldfuß beschrieb schon 1826 bis 1829 in seiner Petrefacta Germaniae eine große Anzahl der Jurakorallen. In Die Korallen der Nattheimer Schichten von Ernst Becker und C. Milaschewitsch beschrieben und illustrierten sie die Korallenfauna der Ostalb 1875/76, dazu Friedrich August Quenstedt in Petrefactenkunde Deutschlands in verschiedenen Arbeiten von 1852 bis 1885. Aus dem Schweizer Jura ergänzte Frédéric-Louis Koby das Wissen um die Jurakorallen wie auch D’Orbigny, Duncan, Etallon, Henri Milne Edwards und Jules Haime, Fleming, Fromentel, Lamarck, Münster, Phillips.

### Systematik
Über den Bau der Polypen werden die Korallen den sechsstrahligen Blumentieren (Hexacorallia) zugerechnet und gehören dort zur Ordnung der Steinkorallen (Scleractinia). Die weiteren Unterordnungen mit Differenzierungen in Familien, Gattungen und Arten sind in der Forschung nicht endgültig geklärt.
Wesentlich für diese sechsstrahligen Jurakorallen mit ihren möglichen vielfachen Septenzahlen ist die Fähigkeit, über die Kalkbildung zusammen mit anderen Lebewesen Riffe aufzubauen.

### Verkieselung

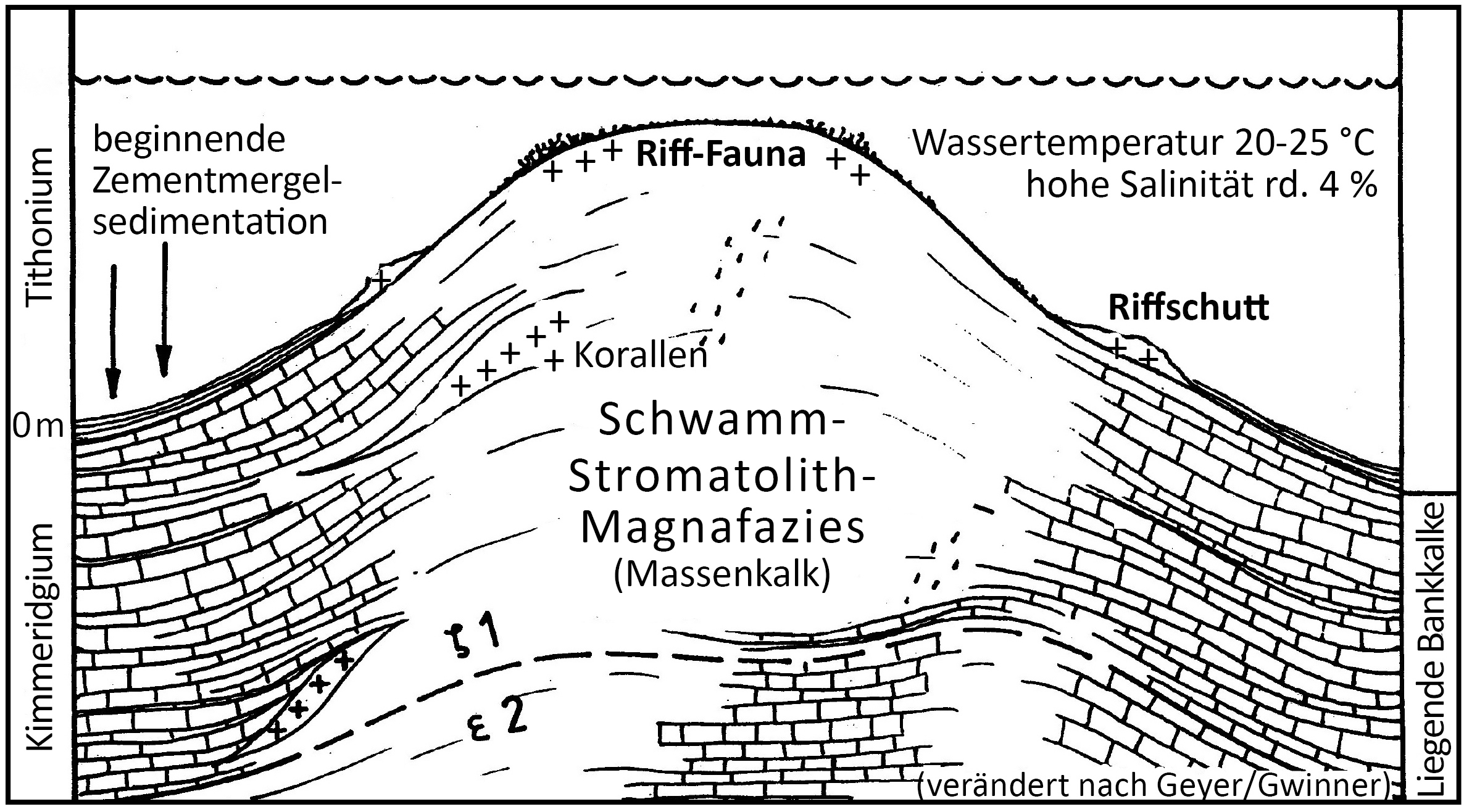
Korallenriff mit Riffschutt, Massenkalk und Bankkalke

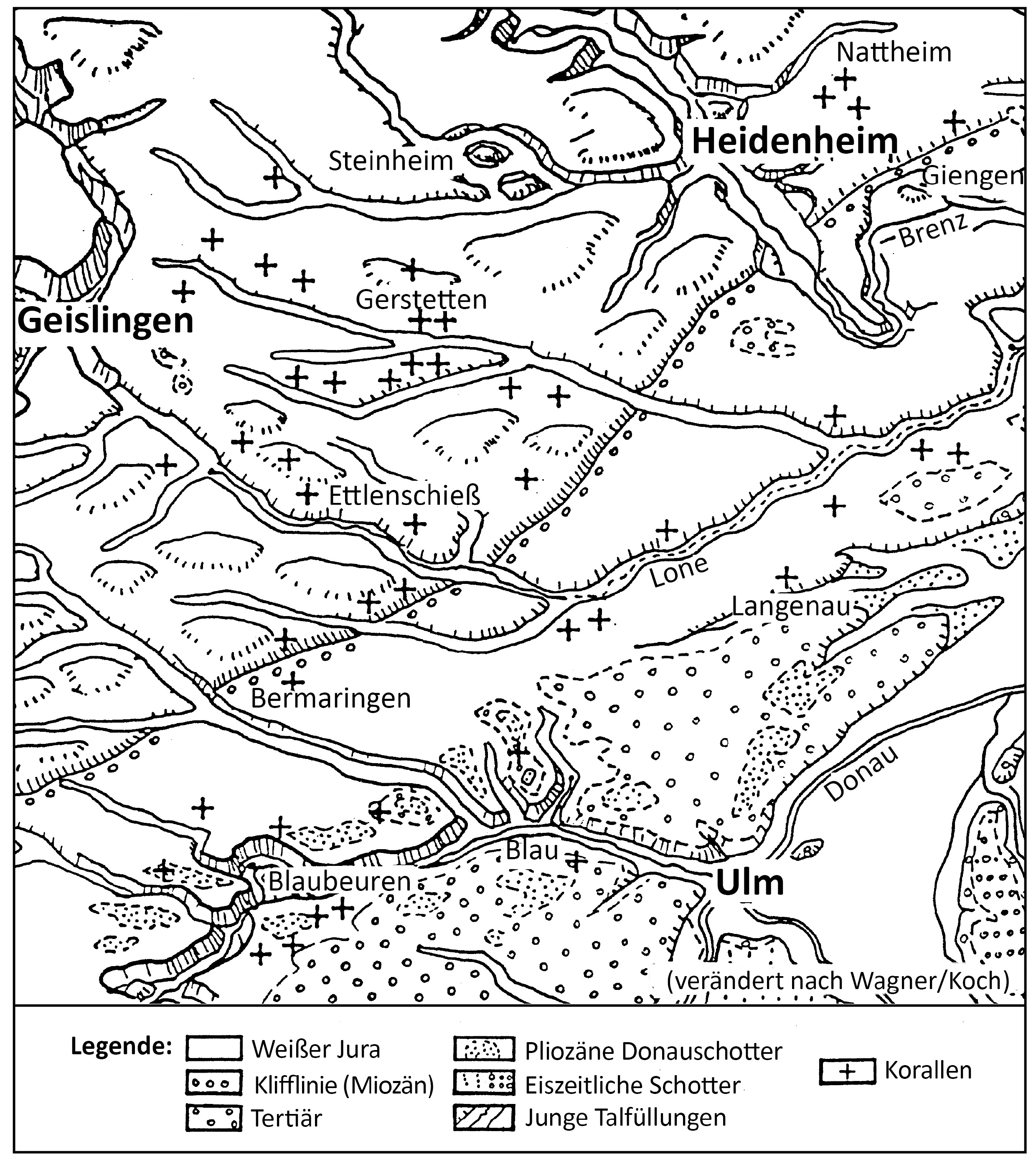
Korallen, Fundstellen Ostalb

Organisch ausgeschiedener Kalk ist zwar Calcit (Ca[CO3]), doch als Aragonit mit einem anderen Kristallgitter härter und schwerer. Dieser kristallisierte sich vielfach später um in den stabileren Calcitzustand und ist vom umgebenden Kalk nicht mehr zu trennen. Stromatolithen halfen bei der Kalkbildung mit.
Verkieselt ist mehr der Riffschutt am Rande von Riffen, in dem andere Hartteile von Schwämmen, Seeigeln, Seelilien, Muscheln, Schnecken, Wurmröhren, Bryozoen u. a. mit zu erkennen sind. Auf besondere Weise wurde dieser Aragonit aber auch direkt über eindringende Porenwässer durch Kieselgele ersetzt (SiO2), die sich in festen Quarz (SiO2) umwandelten. Manchmal ist nur die äußere harte Quarzschicht ausgebildet, während das Innere noch aus Kalk besteht. Dort sind aber auch kleine Bergkristalle zu finden wie auch Calcitkristalle.

### Fundstellen
Ausführliche Fundstellenverzeichnisse finden sich bei Benz (1980) und Schweizer-Klemp (1985). Auch wenn sie veraltet scheinen, bieten frisch gepflügte Äcker neue Fundmöglichkeiten wie auch frische Baugruben und der Straßenbau. Die Sirchinger und Wittlinger Vorkommen liegen bei Urach und sind nicht mehr auf dieser Karte dargestellt. Sie gehören stratigrafisch zu Weißjura Zeta 1–3 (= Tithonium L, tiZ und tiH).

### Präparation

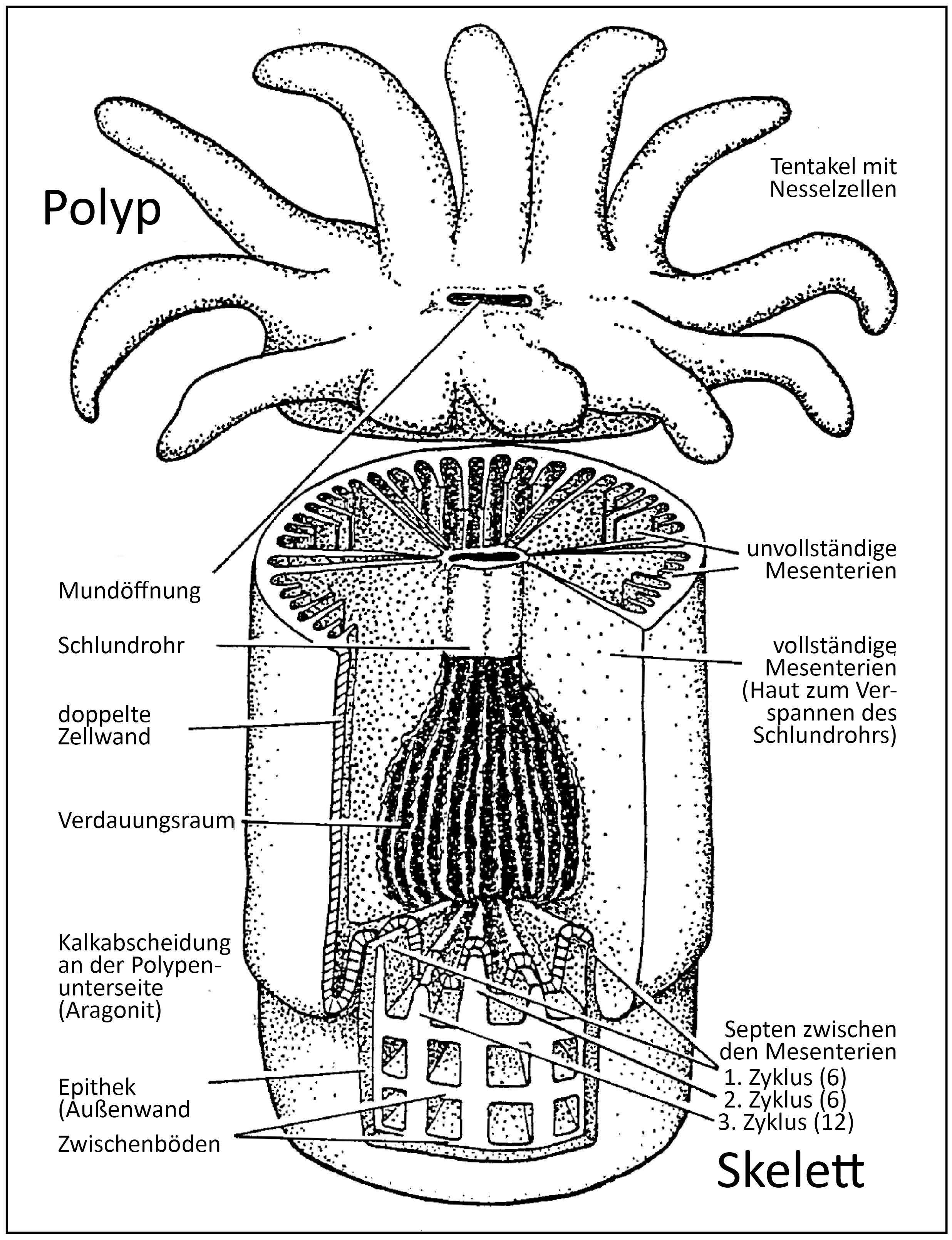
Korallenpolyp mit Skelett

Auf Äckern sind die ausgewitterten, verkieselten Korallen meist ockergelb durch Eisenoxide gefärbt. Kalkbrocken mit grauen Strukturen, meist als Riffschutt, lassen Korallen erkennen, die mit Salzsäure (HCl) freigeätzt werden können. Dazu werden die Stücke in Plastikgefäßen mit Wasser bedeckt. Dann wird jeweils eine kleine Menge Salzsäure zugegossen. Das Kohlen(stoff)dioxid (CO2) entweicht sprudelnd, während das Wasser langsam durch das entstehende Calciumchlorid (CaCl2) zu einer Salzlösung wird. Diese dämpft bei weiterer Säurezugabe die anfänglich heftige Reaktion (CaCl2 ist toxisch unbedenklich). Schlecht verkieselte Stellen können mit Wachs oder Vaseline abgedeckt werden. Einzelne Kalkstellen entfernt man auch mit einem Infusionsbesteck tropfenweise.

### Bestimmung
Die Bestimmung über die Nachschlagewerke ist nicht einfach. Wesentlich sind in neuerer Zeit die Strukturen von Außenhülle, Septenbau und Kelchzentren geworden. Äußere Formen treten zurück. In neuen Arbeiten werden deshalb immer wieder ältere Einteilungen verändert. So sind manche Korallengattungen bei Geyer und Benz durch Schweizer-Klemp und Lauxmann verändert worden. Neue tauchen auf, wurden aber immer mit dem erstgenannten Forschernamen versehen, z. B. Montlivaltia (Gattung) ellipsocentra (Art) (QUENSTEDT, 1881), wie das bei wissenschaftlichen Arbeiten üblich ist.
Am erfolgreichsten hat sich bei den Jurakorallen im ruhigeren Wasser die kräftige, ästige Thecosmilia trichotoma durchgesetzt, die in der Häufigkeit rund 10 % von allen rund 140 Arten stellt.
Auf der Ostalb bietet das Riffmuseum in Gerstetten Einblicke in die reiche Riff-Fauna mit sehr gut erhaltenen Einzelbeispielen, aber auch das Museum in Nattheim. Das 1977 eröffnete Urweltmuseum Aalen ist das größte städtische Museum für Geologie und Paläontologie in Baden-Württemberg. Es beherbergt ebenfalls eine besondere Sammlung von Jurakorallen mit ihrer Begleitfauna.

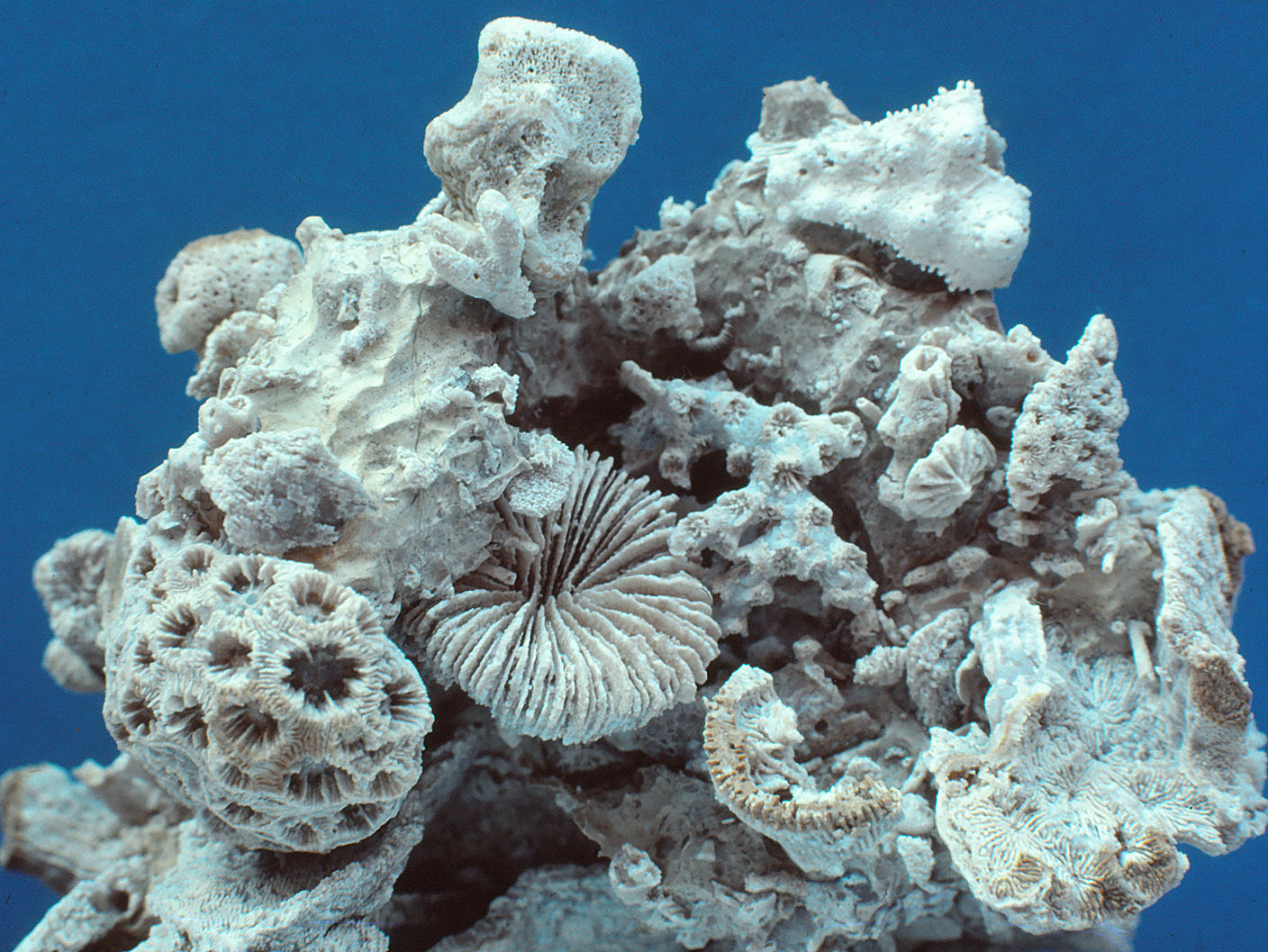
Riffschutt Jura, Sl. Benz
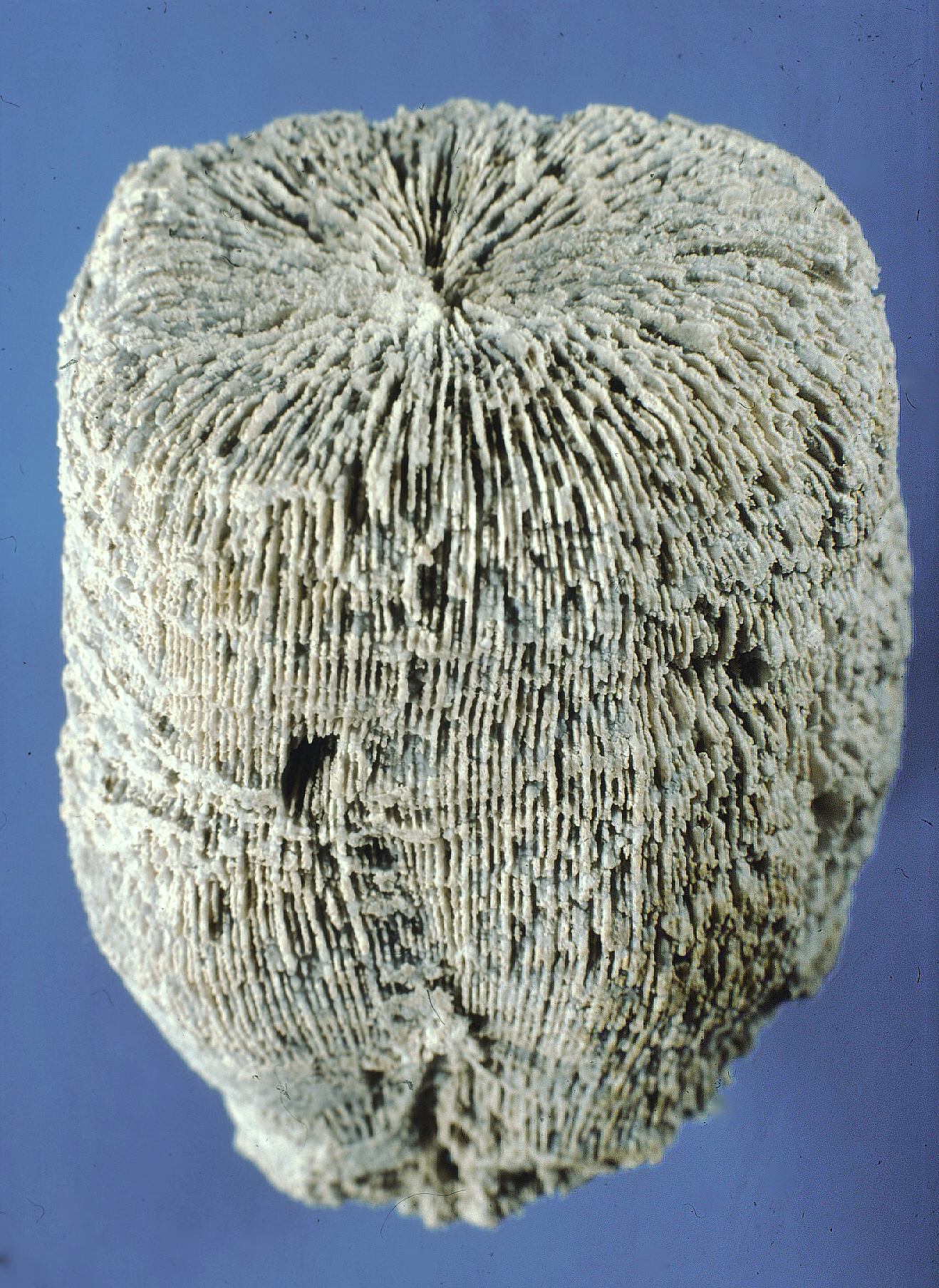
Montlivaltia obconica subdispar
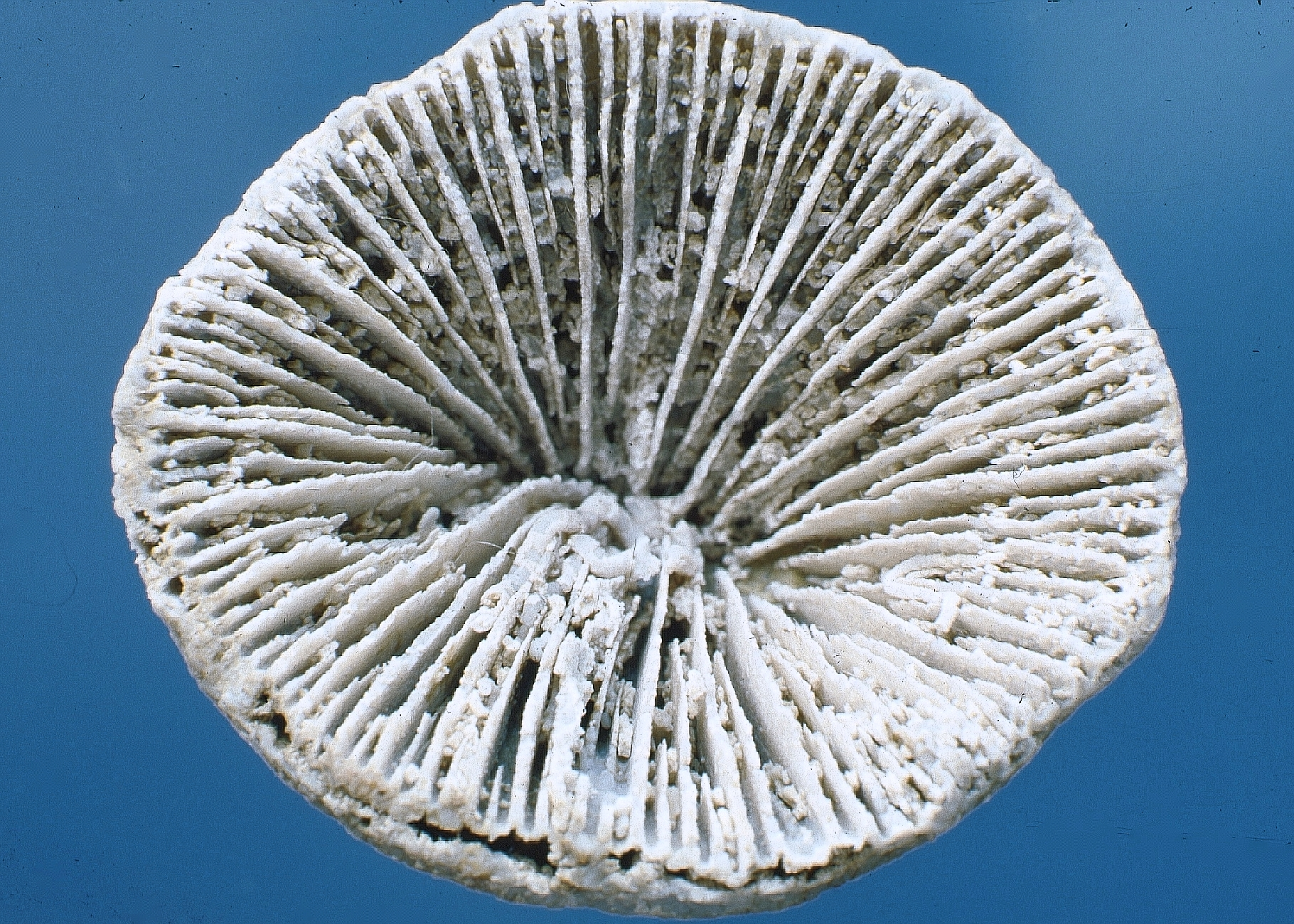
Ellipsosmilia circumvelata
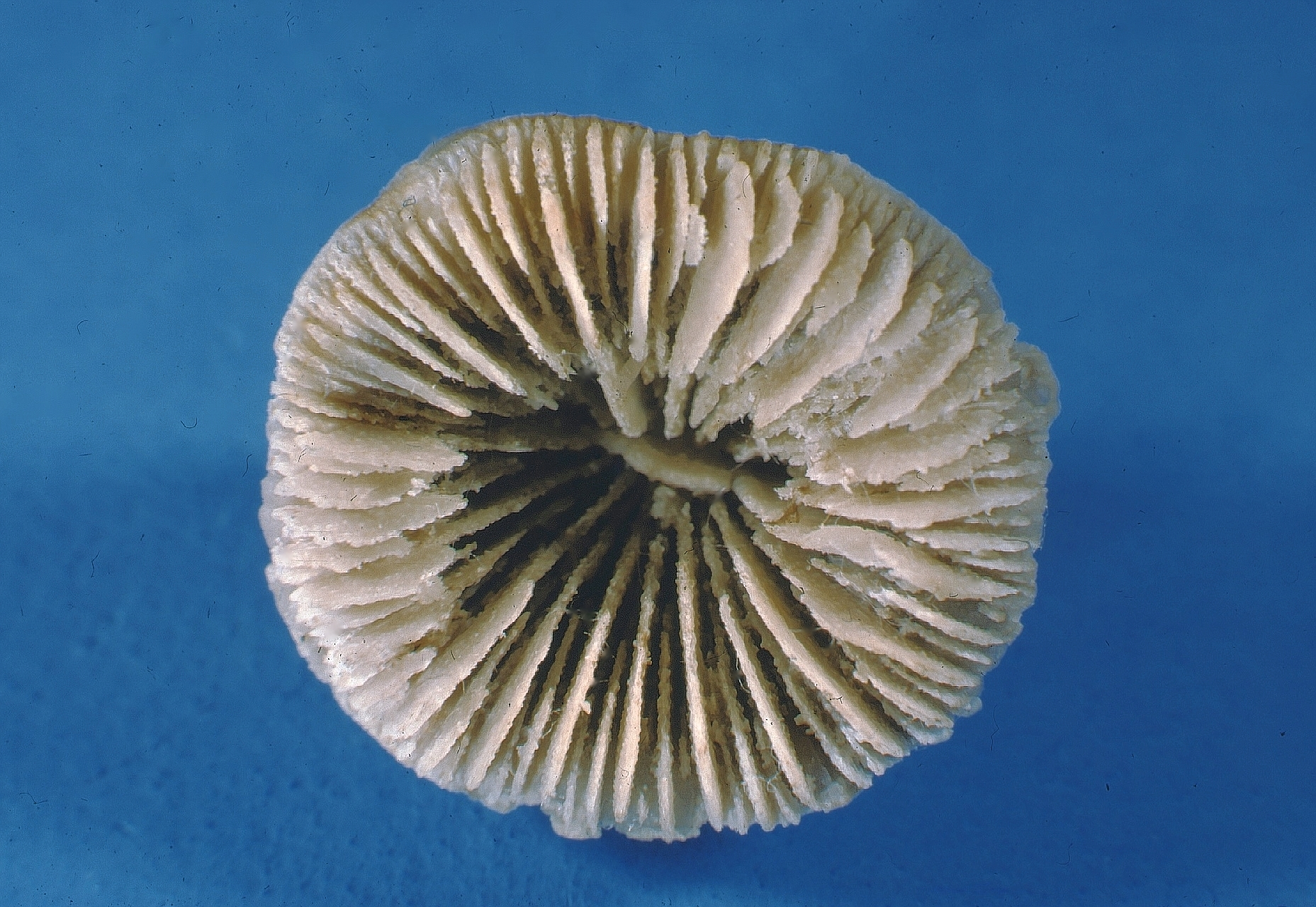
Axosmilia, Sl. Benz
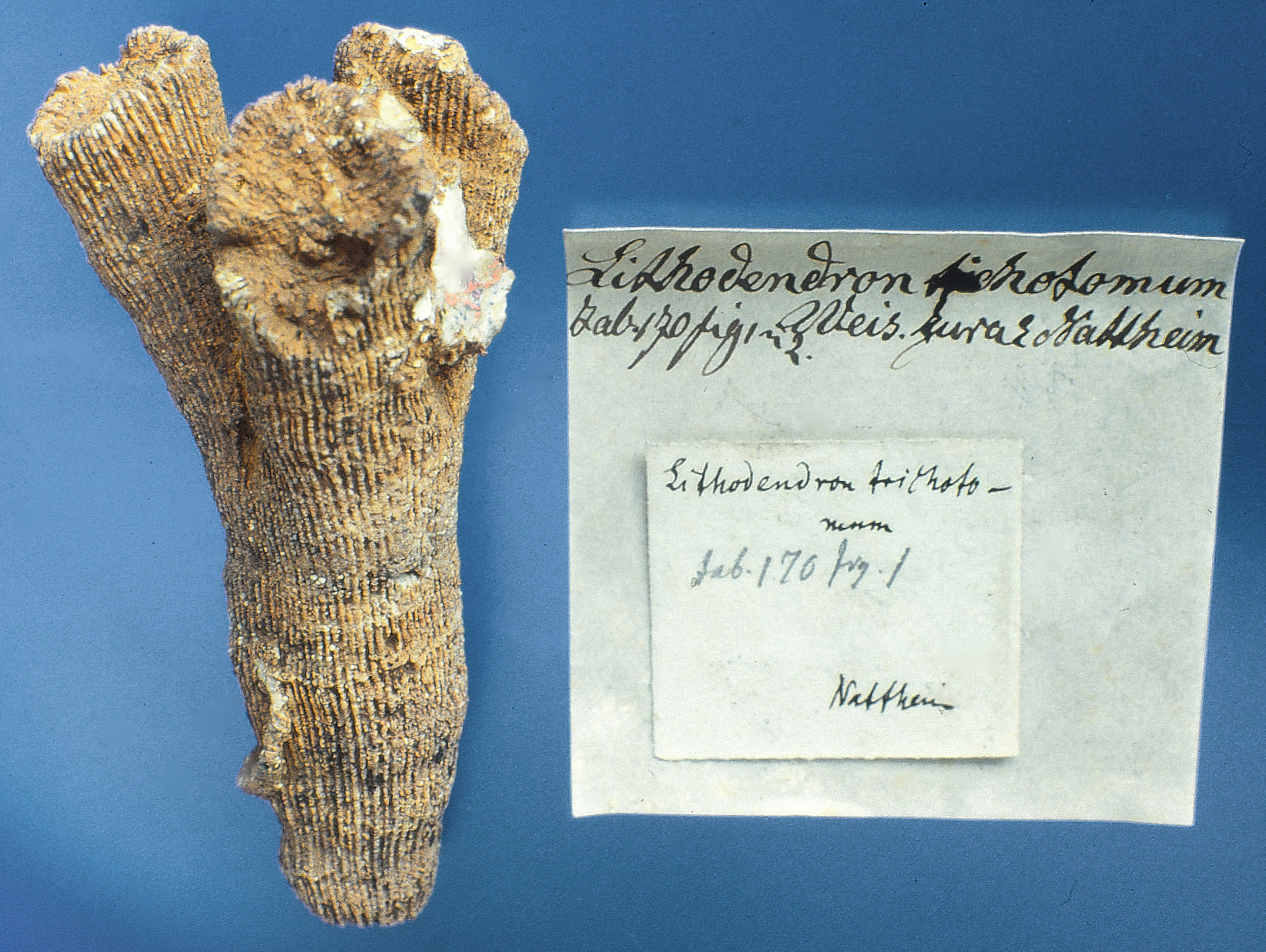
Thecosmilia trichotoma Qu., Holotypus, Samml. Geol. Paläont. Inst. Tübingen
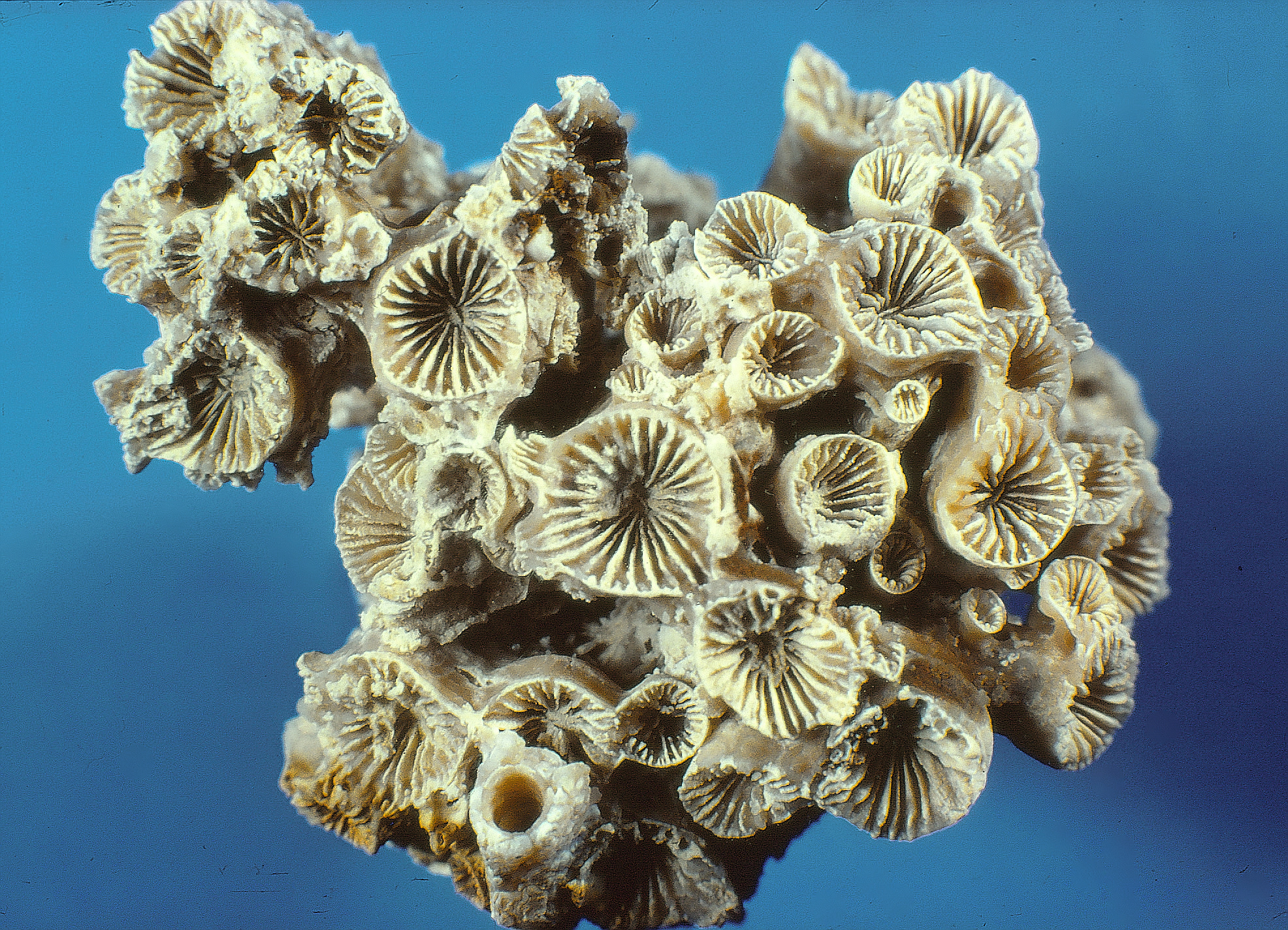
Placophyllia dianthus, Sl. Gottwald
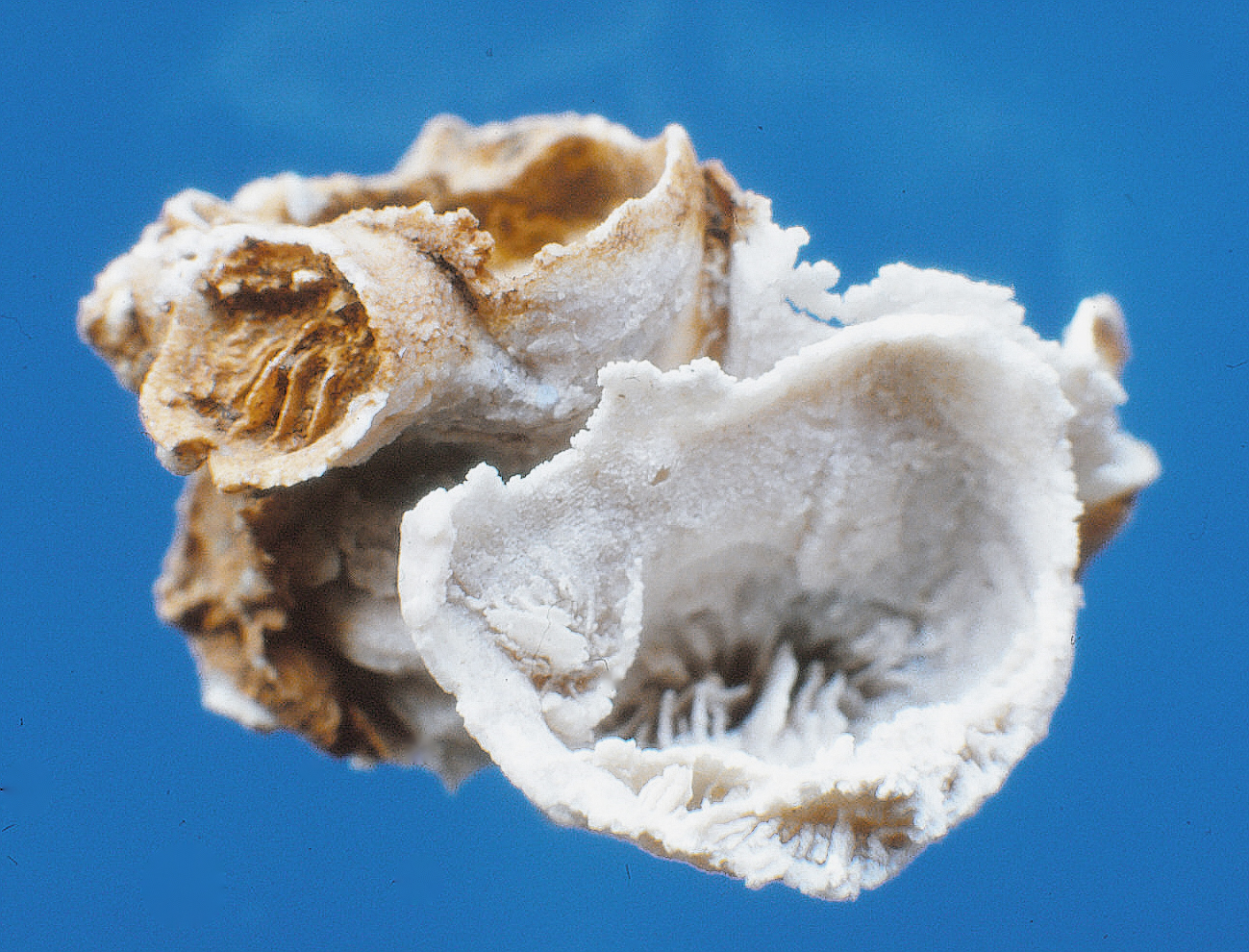
Mitrodendron mitratum, Sl. Heinroth
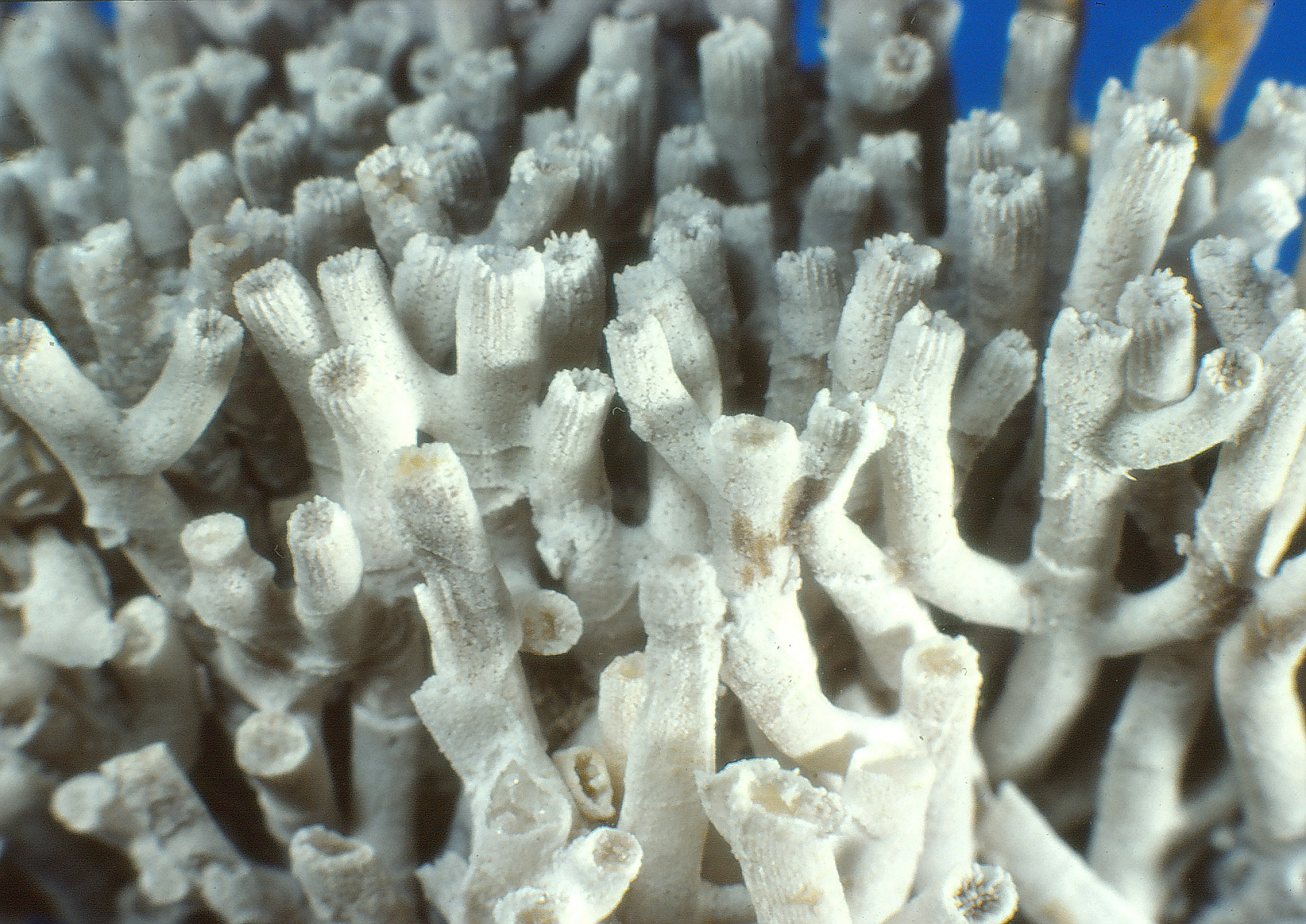
Goniocora pumila, Sl. Gottwald
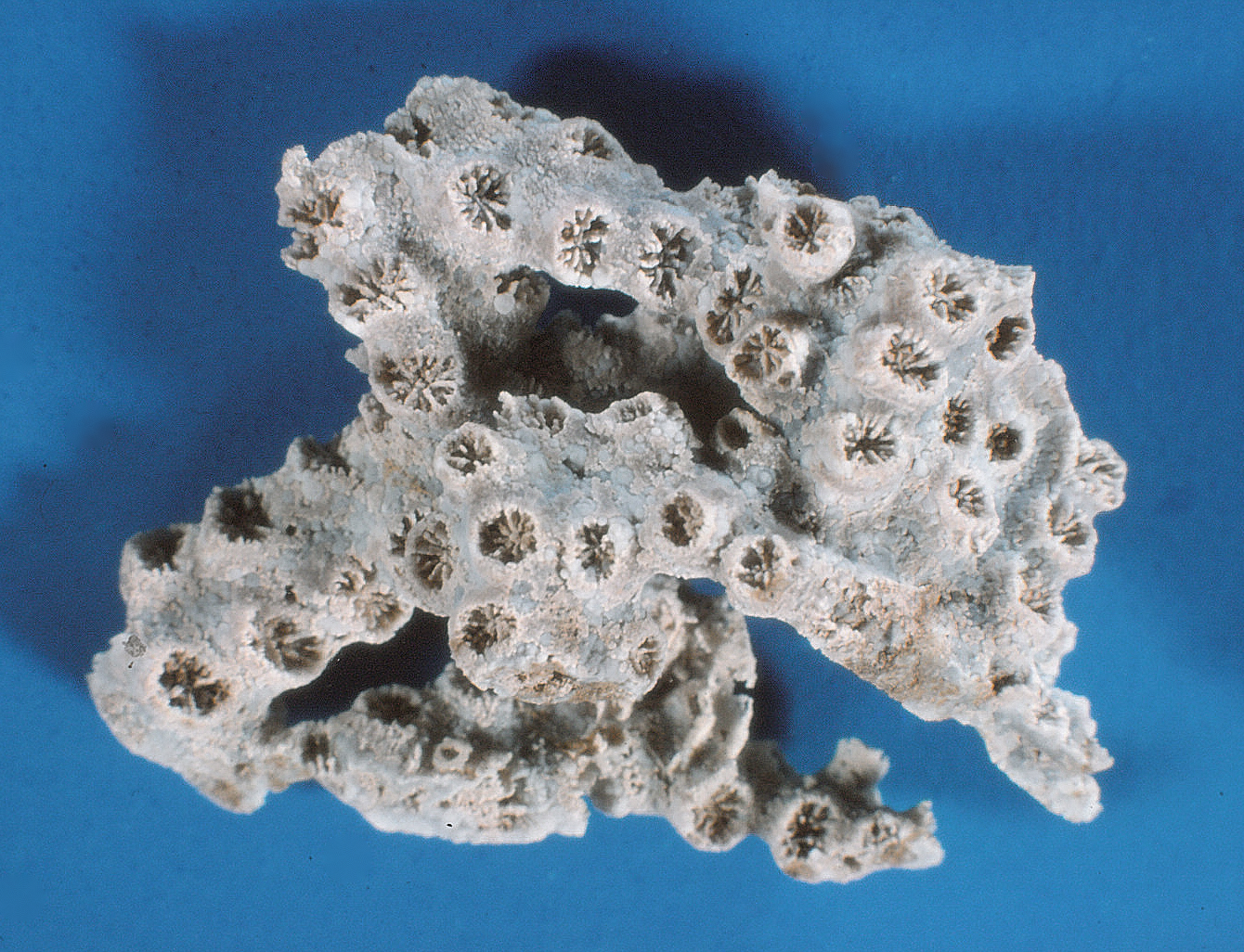
Enallhelia striata, Sl. Benz
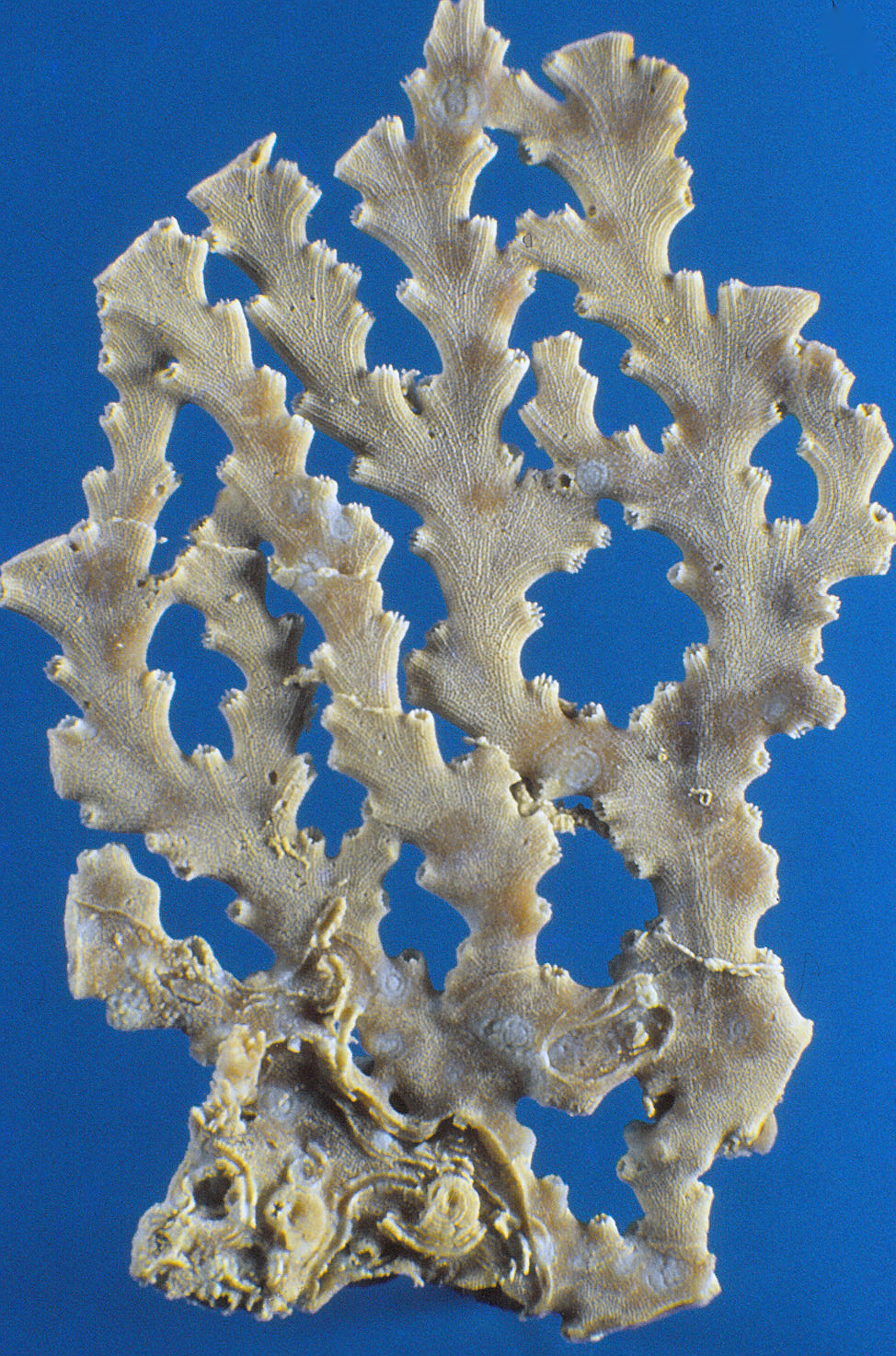
Enallhelia elegans, Sl. Gottwald
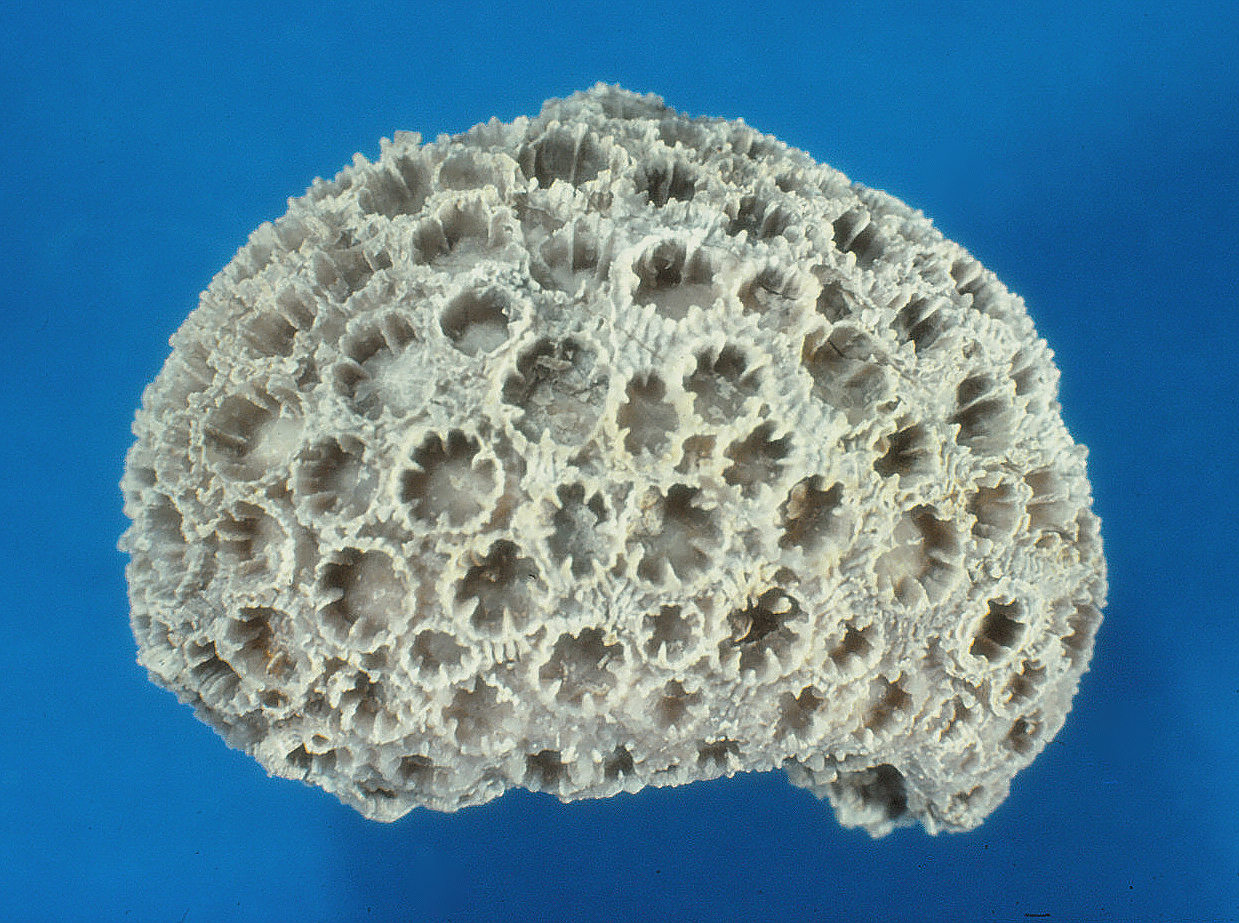
Cyatophora bourgueti, Sl. Gottwald
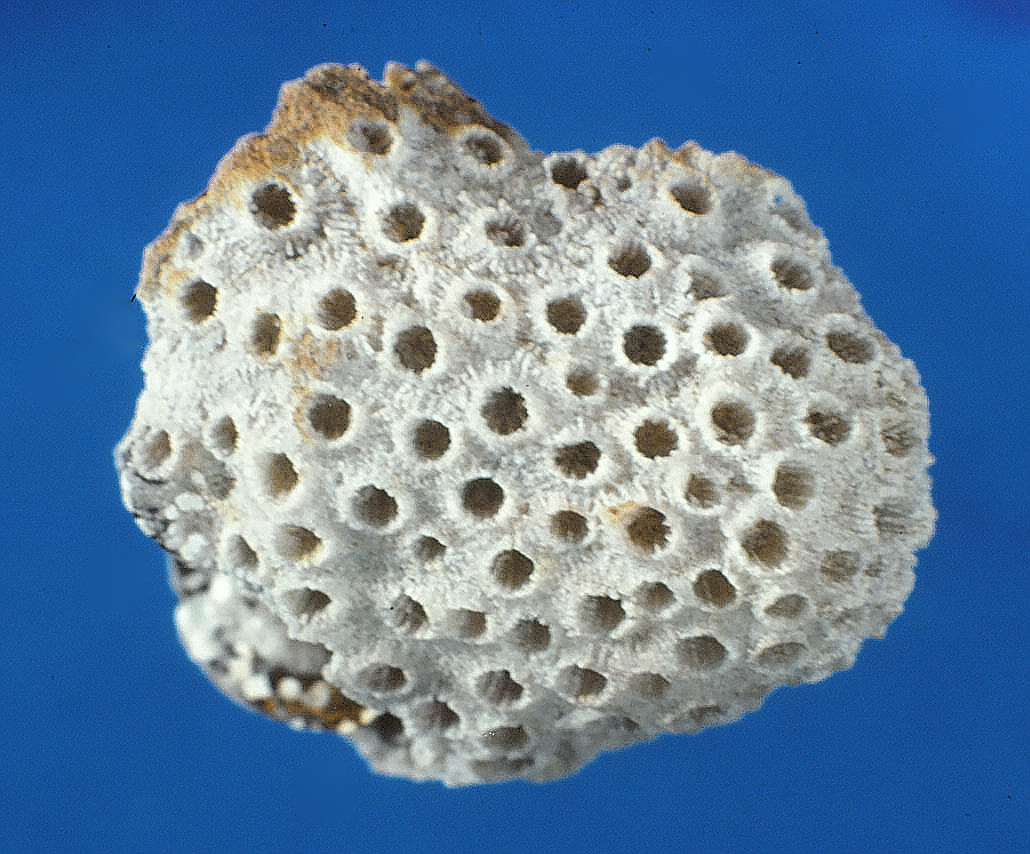
Stylina limbata
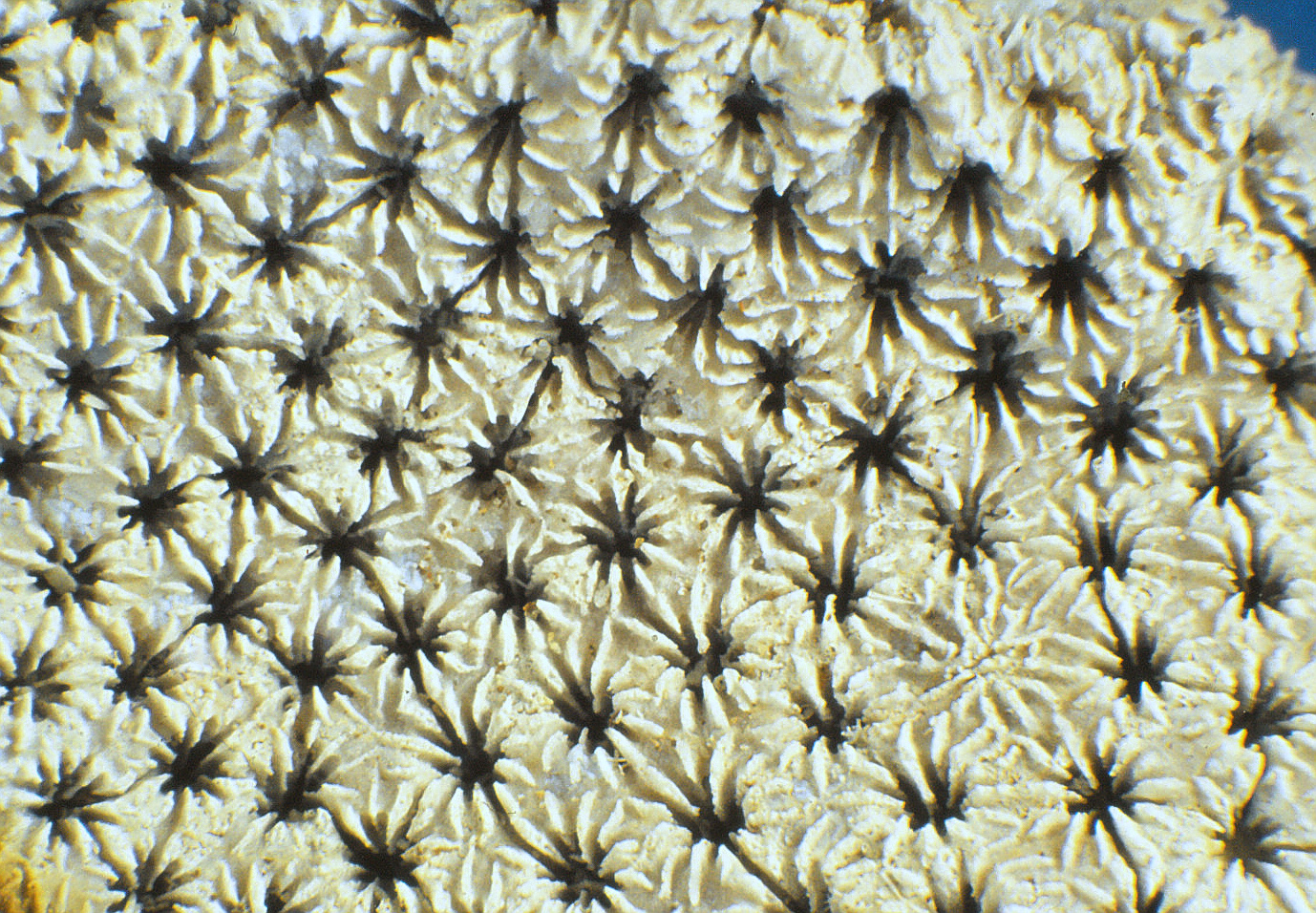
Convexastrea sexradiata
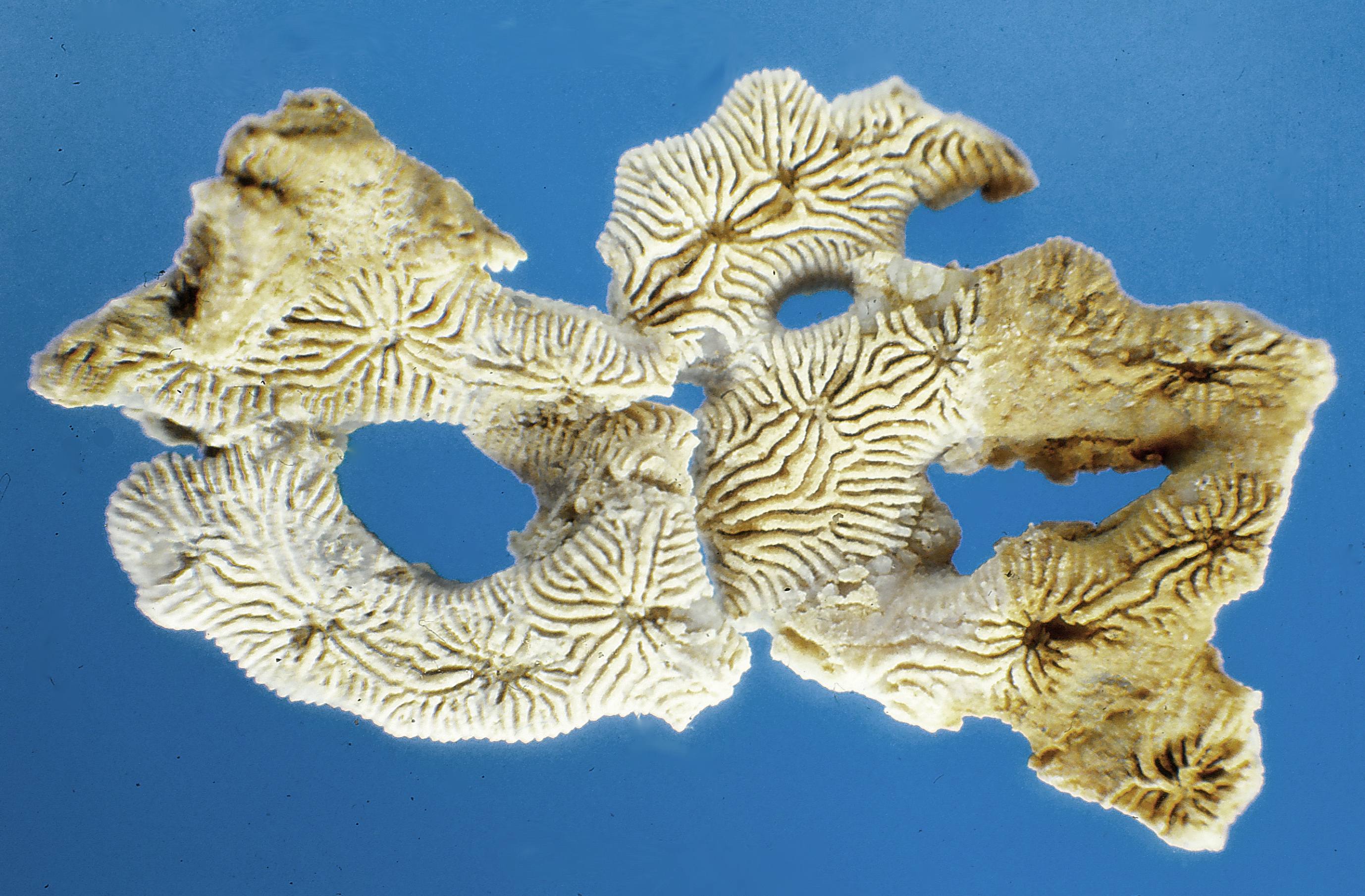
Viminohelia seminuda, Sl. Heinroth
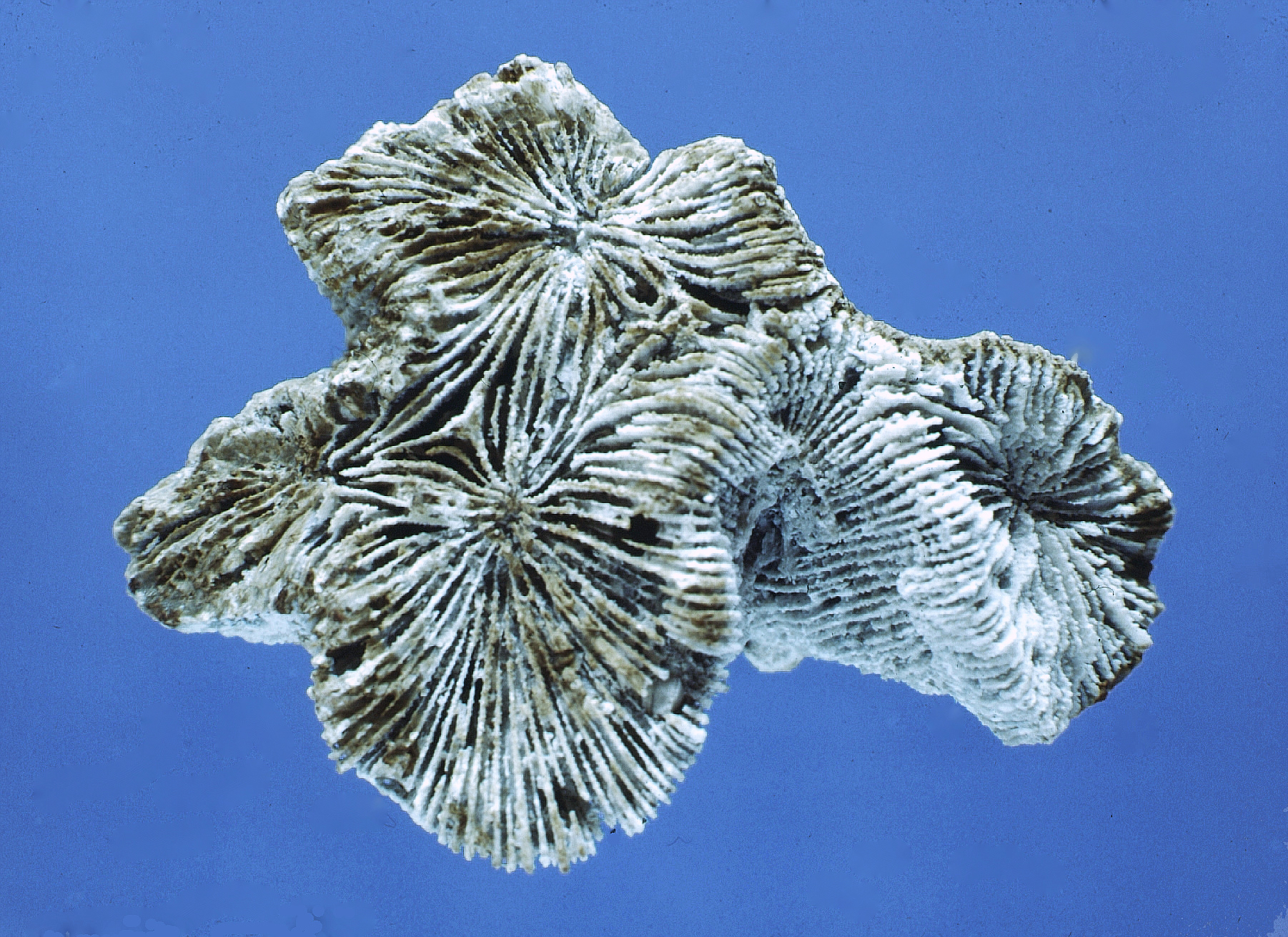
Latiphyllia suevica, Sl. Benz
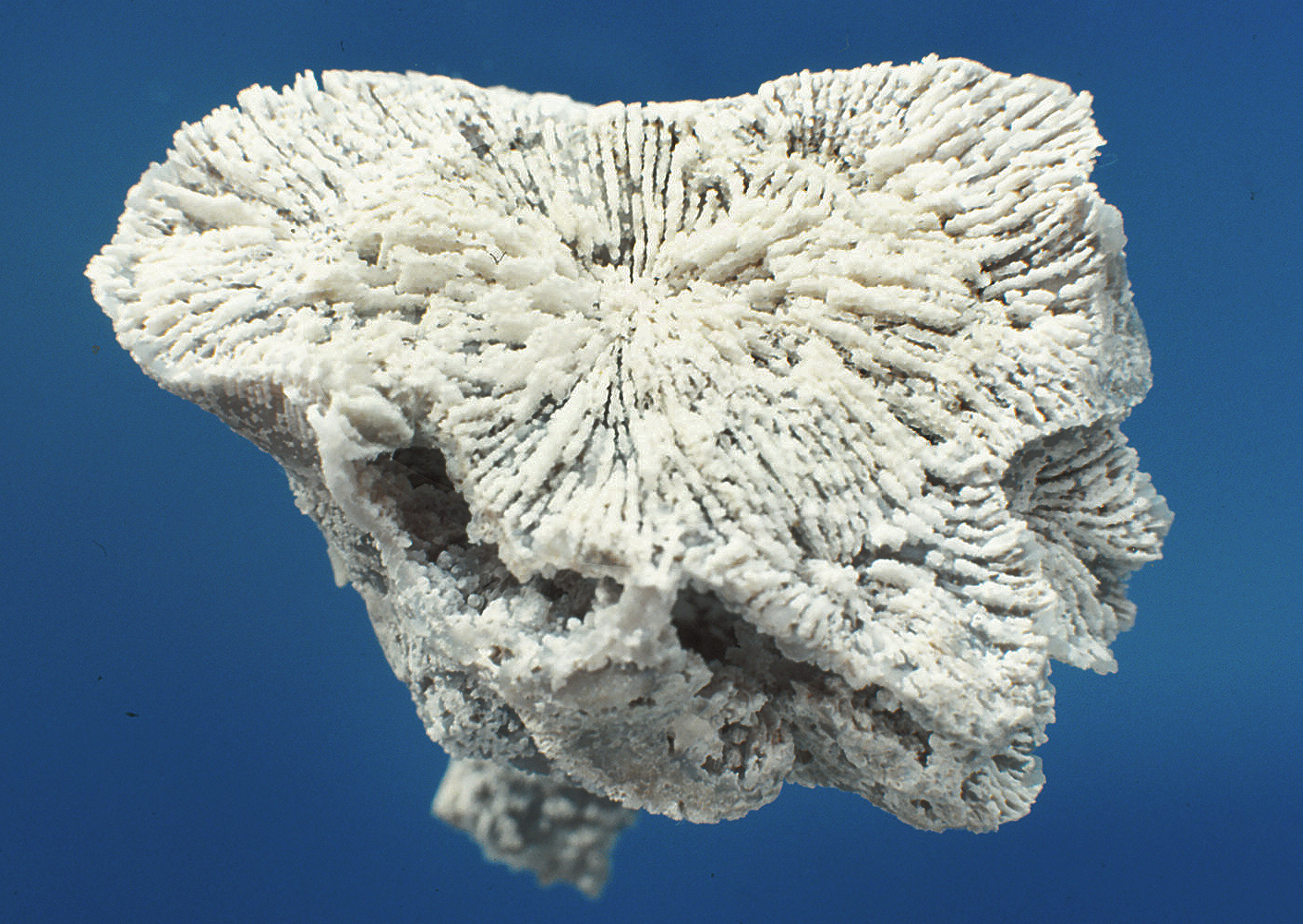
Tricycloseris triangularis, Sl. Benz
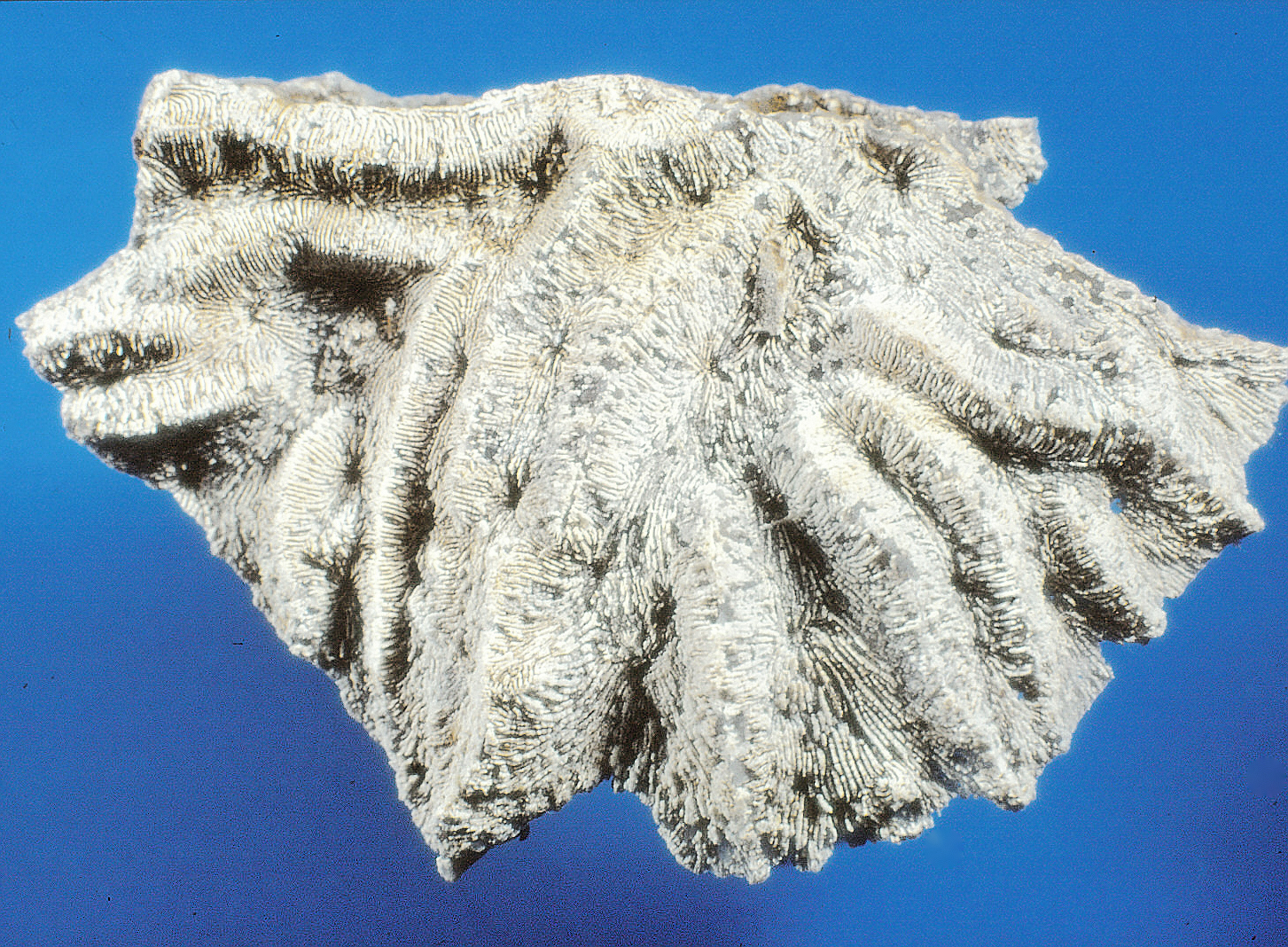
Microphyllia soemmeringii
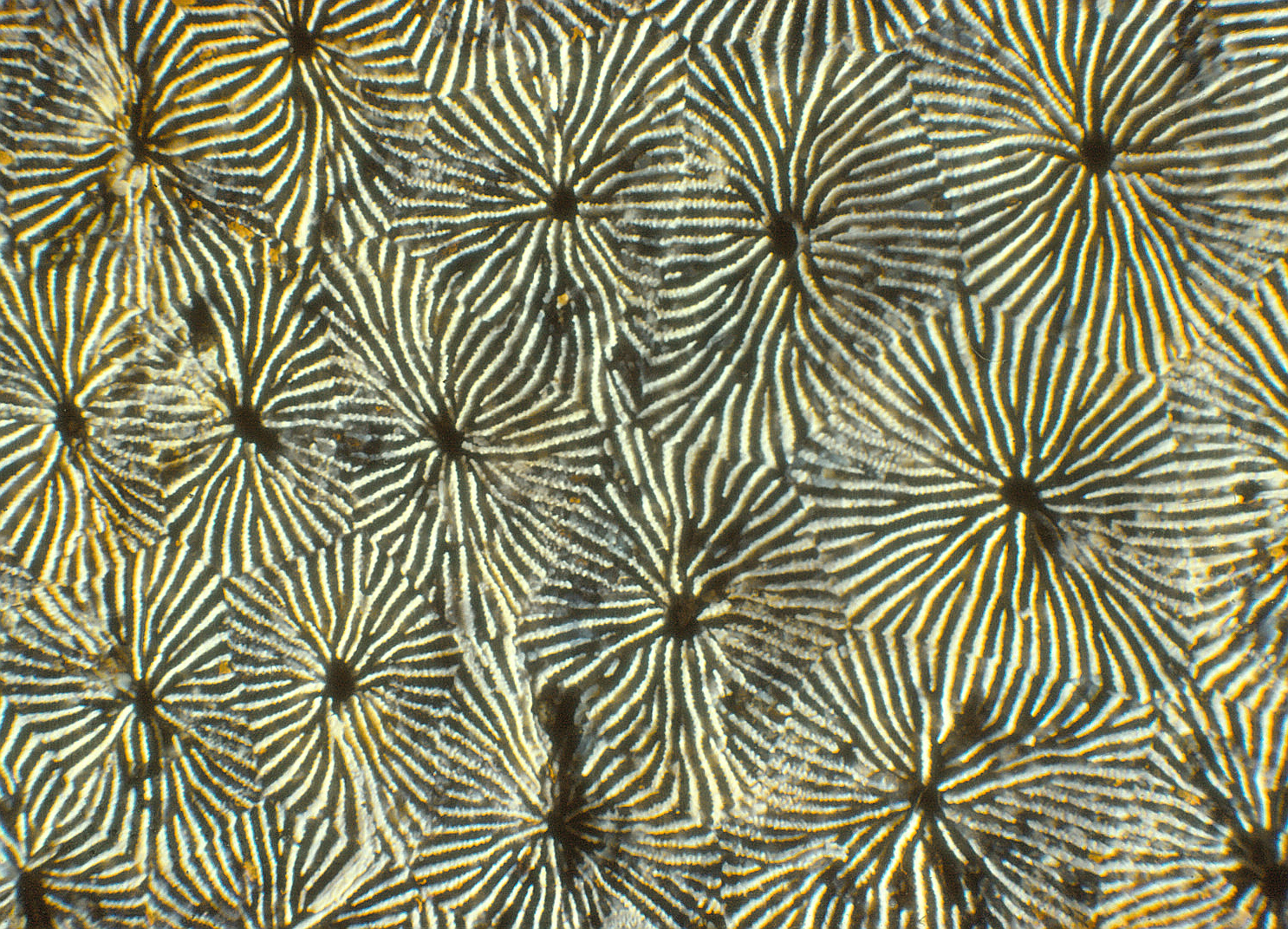
Jurakoralle Isastrea crassa
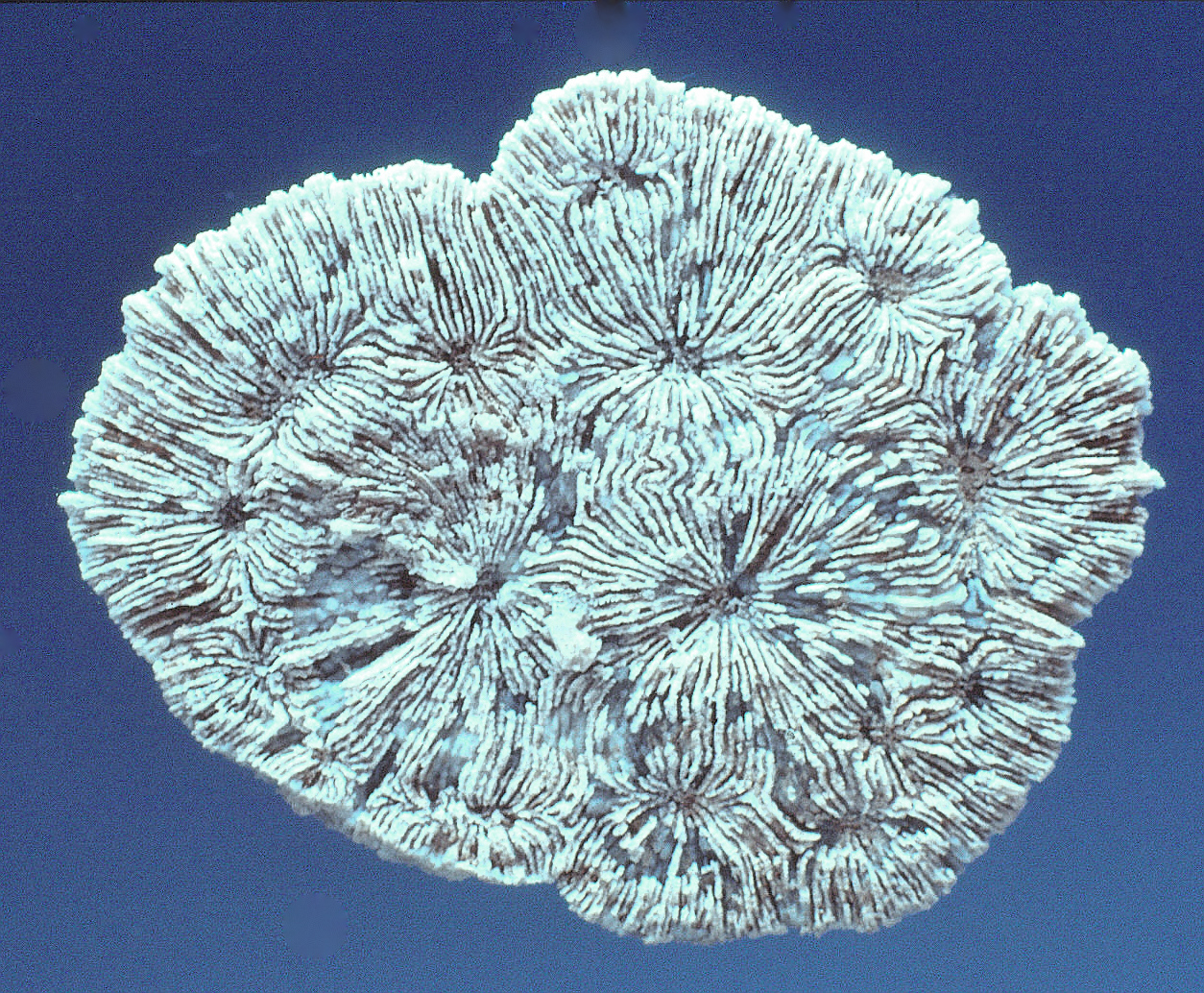
Jurakoralle Gyrodendron lobatum
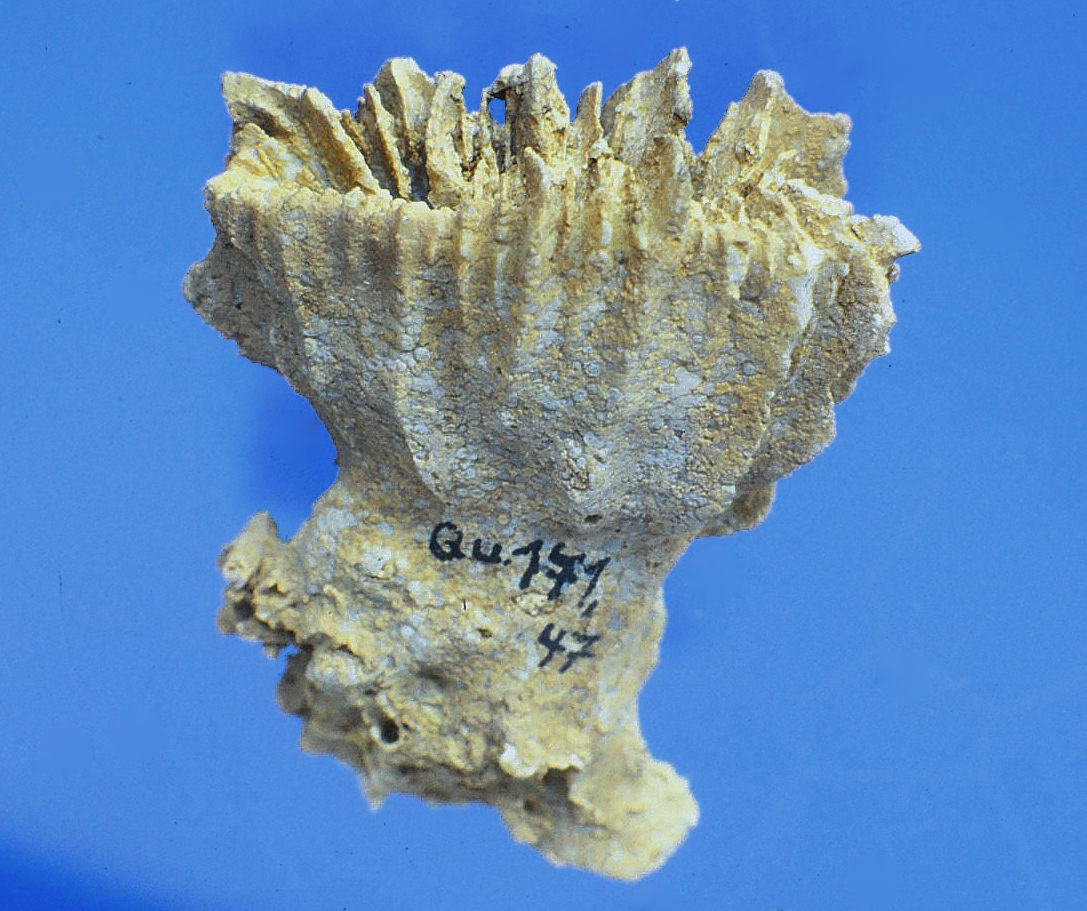
Rhipidogyra alata, Sl. Geol. Paläont. Inst. Tübingen
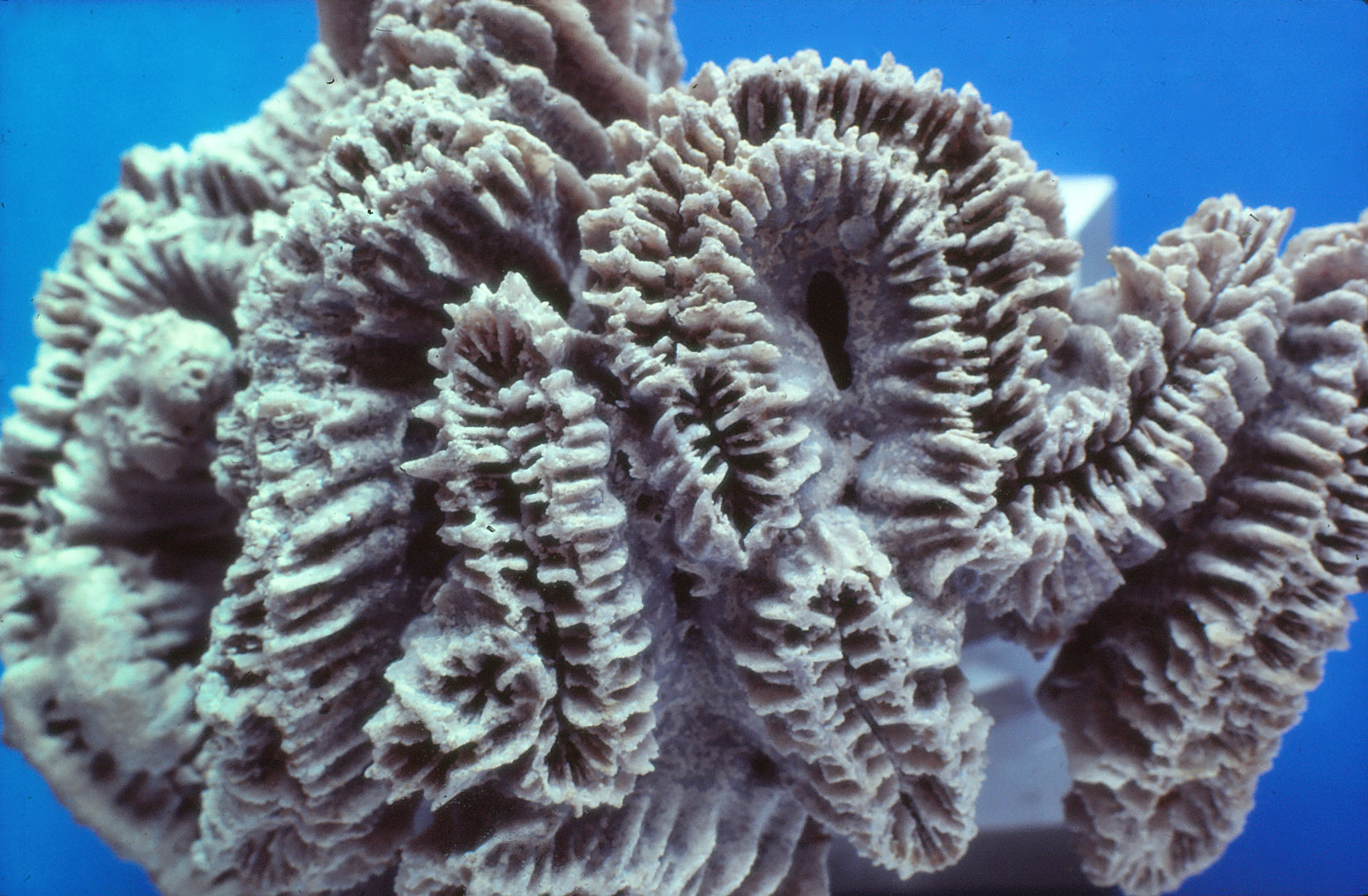
Rhipidogyra percrassa, Sl. Galajda
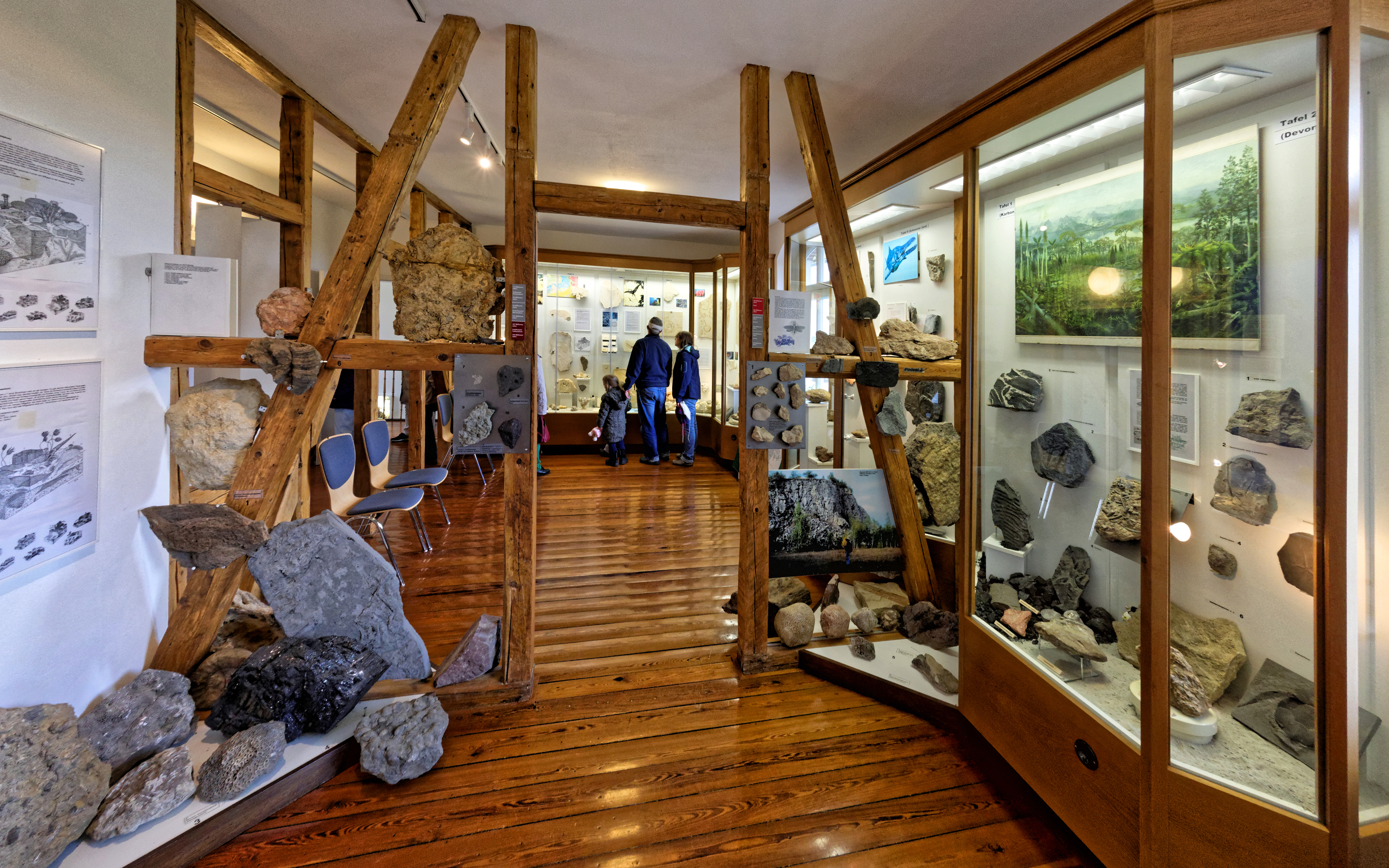
Das Riff-Museum im Bahnhof Gerstetten
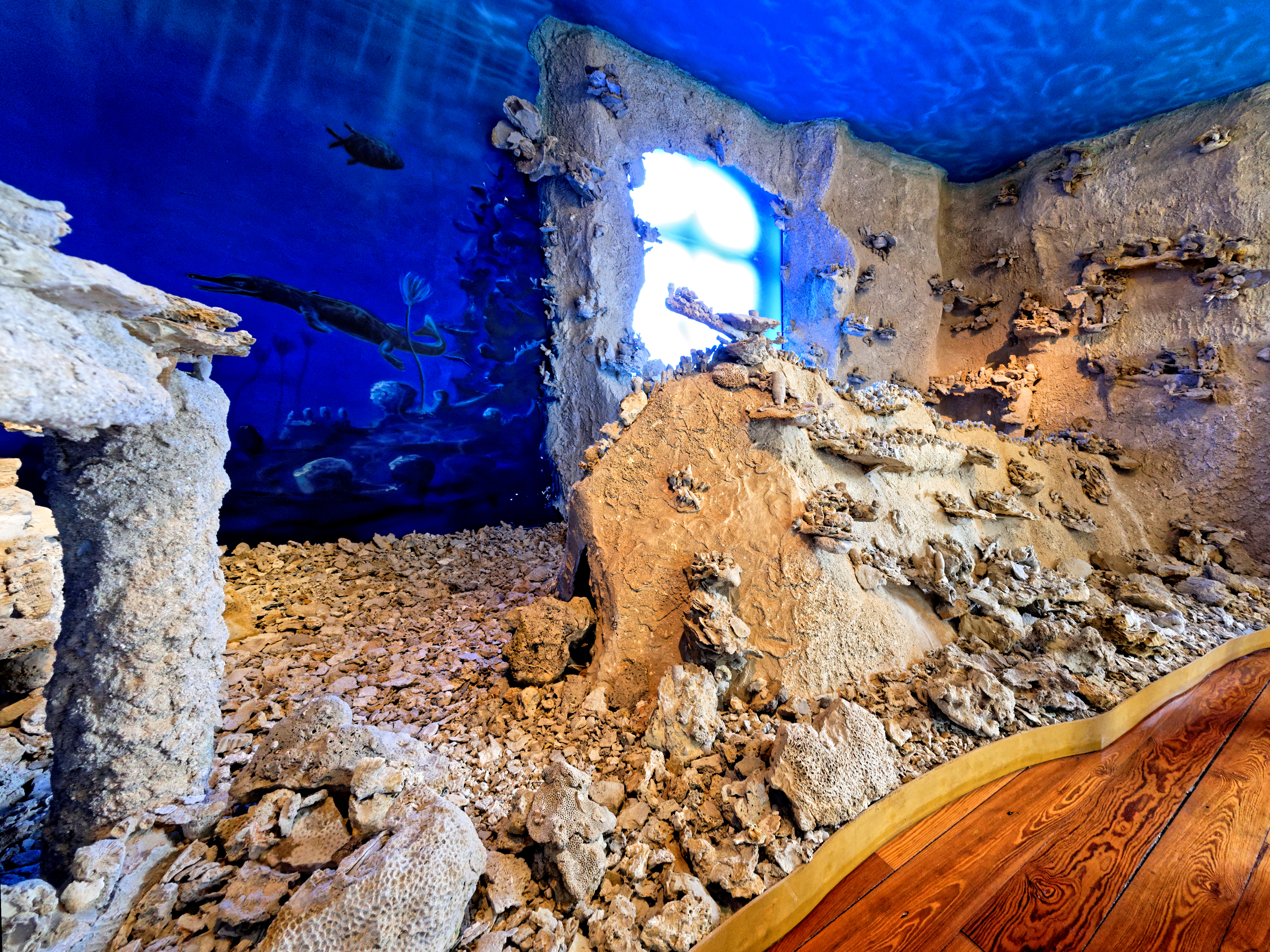
Korallen im Riffmuseum Gerstetten
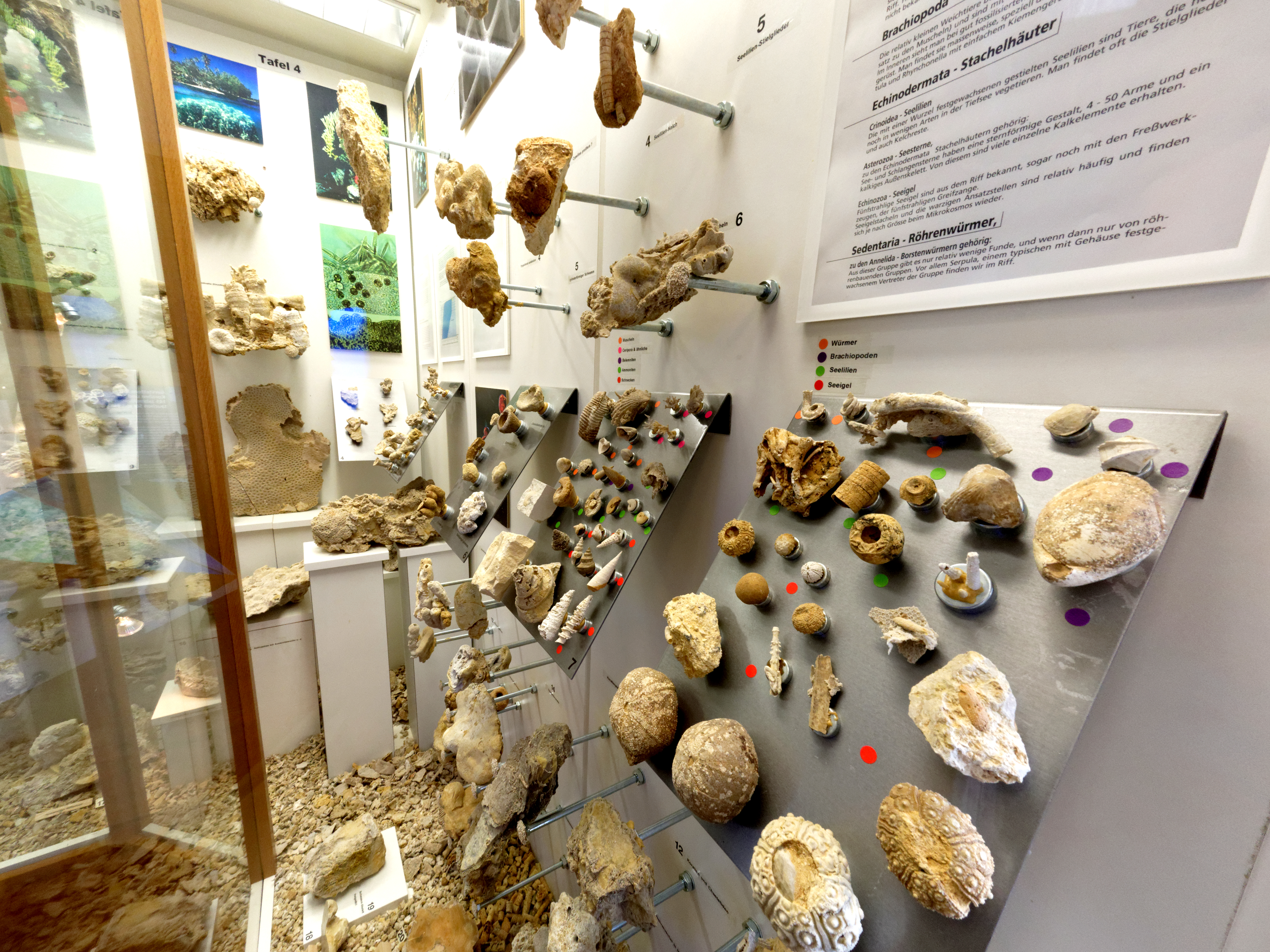
Im Riffmuseum Gerstetten
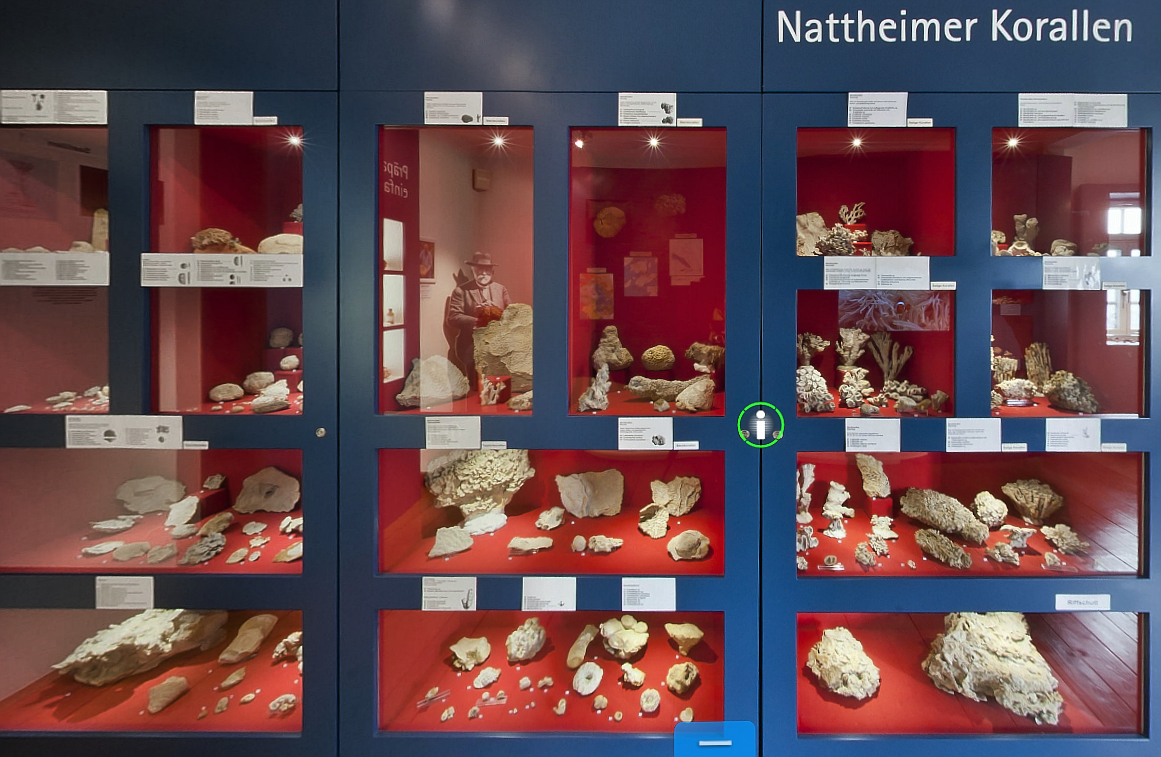
Im Nattheimer Korallenmuseum